# Comerç atlàntic d'esclaus
El comerç atlàntic d'esclaus o comerç transatlàntic d'esclaus es va dur a terme a través de l'oceà Atlàntic des del segle xv fins al segle xix. La gran majoria dels esclavitzats que van ser transportats al Nou Món, molts en la ruta comercial triangular i la travessia de l'Atlàntic, eren de la part central i occidental Àfrica Occidental venuts per altres africans occidentals als comerciants d'esclaus d'Europa occidental, amb una petita minoria capturats directament pels comerciants d'esclaus a les incursions costaneres, i portats cap a Amèrica. Era tan gran el nombre d'africans que van arribar a través del tràfic d'esclaus que abans de la fi del segle xviii foren més nombrosos que els immigrants del Vell Món, tant a Amèrica del Nord com a Amèrica del Sud. Van ser portats molt més esclaus a Amèrica del Sud que al nord. El sistema econòmic de l'Atlàntic Sud i del Carib es va centrar en la producció de cultius de productes bàsics i la fabricació de béns i roba per vendre a Europa, augmentant del nombre d'esclaus africans portats al Nou Món. Això va ser crucial per als països d'Europa occidental que, a final del segle XVII i XVIII competien entre si per crear imperis d'ultramar.
Els portuguesos van ser els primers a participar en el comerç d'esclaus del Nou Món al segle XV. Entre 1418 i la dècada de 1470, els portuguesos va posar en marxa una sèrie d'expedicions d'exploració que cartografiaren els oceans al sud de Portugal, fent mapes de nous territoris que un explorador va descriure com "els oceans, on ningú hi ha navegat abans." En 1526 els portuguesos van completar el primer viatge transatlàntic d'esclaus des d'Àfrica fins a les Amèriques, i altres països aviat els van seguir. Els armadors consideren els esclaus com a càrrega a transportar cap a les Amèriques de la manera més ràpida i més barata possible, per ser venuts com a mà d'obra en les plantacions de cafè, tabac, cacau, sucre i cotó, mines d'or i plata, camps d'arròs, la indústria de la construcció, tallant fusta per als vaixells com a mà d'obra especialitzada, i com a servents domèstics. Els primers africans importats a les colònies angleses van ser classificats com a "servents", igual que els treballadors procedents d'Anglaterra, i també com "aprenents de per vida". A mitjans del segle xvi, l'esclavitud s'havia endurit com una casta racial; ells i els seus descendents eren legalment propietat dels seus amos, i els nens nascuts de mares esclaves eren esclaus. Com la propietat, les persones van ser considerades mercaderies o unitats de treball, i es podien venen en els mercats amb altres béns i serveis.
Els comerciants d'esclaus de l'Atlàntic, ordenats pel volum de comerç, van ser: els portuguesos, els britànics, els francesos, els espanyols i els neerlandesos. Alguns havien establert llocs d'avançada a la costa africana on adquirien esclaus dels líders africans locals. Aquests esclaus van ser manejats per un factoria establerta en o prop de la costa per tal d'agilitzar l'enviament d'esclaus al Nou Món. Aquests esclaus es van mantenir en una factoria a l'espera del seu enviament. Les estimacions actuals són que uns 12 milions d'africans van ser enviats a través de l'Atlàntic, encara que el nombre adquirit pels comerciants és considerablement més gran.

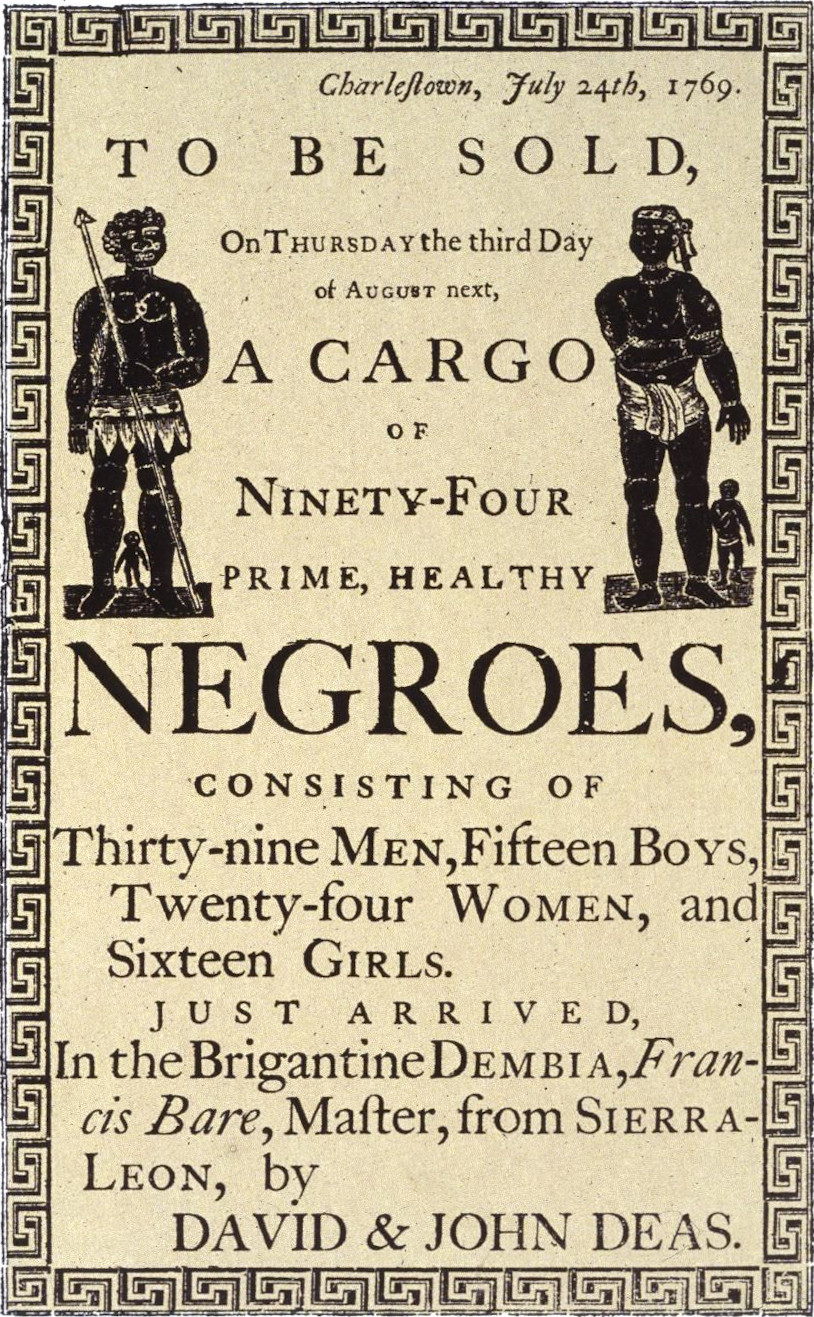
Reproducció d'un volant anunciant una subhasta d'esclaus a Charleston (Carolina del Sud) en 1769

## Antecedents

### Travessia per l'Atlàntic
El comerç atlàntic d'esclaus va sorgir després dels primers contactes comercials entre els continents del Vell Món i els del Nou Món (les Amèriques). Durant segles, els corrents de marea havien fet que els viatges per l'oceà fossin particularment difícils i arriscats als vaixells de llavors, i com a tal hi havia hagut ben pocs contactes navals entre els pobles que vivien en aquests continents (l'exploració vikinga d'Amèrica fou probablement l'únic contacte en molts mil·lennis). En canvi, el segle xv el nou desenvolupament europeu en tecnologies marineres significà que els vaixells resultassin més ben equipats per encarar el problema dels corrents marítims i, per tant, poguessin emprendre la travessa de l'Oceà Atlàntic. Entre el segle xvii i el segle xix, entorn de 300.000 mariners dedicats al tràfic d'esclaus visitaren l'Àfrica Occidental. Així, dues societats atlàntiques que mai no havien estat en contacte, les quals habitaven la costa oest d'Àfrica i les Amèriques, es trobaren per primera vegada. L'historiador Pierre Chaunu titllà les conseqüències de la navegació europea de desenclavament, atès que marquen la fi de l'isolament de certes societats i un augment de contactes interculturals per a bona part de les altres.
L'historiador John Thornton assenyalà que «es combinaren una sèrie de factors tècnics i geogràfics que portaren els europeus a ser els que tenien més probabilitats d'explorar l'Atlàntic i desenvolupar-hi el seu comerç.» Aquests factors, doncs, són els que forniren noves oportunitats comercials rendibles fora d'Europa, més enllà del desig de crear una alternativa a la xarxa de comerç controlat per l'Imperi Otomà (les rutes transsaharianes i la Ruta de la Seda, principalment), que suposaven una amenaça comercial, política i religiosa per a l'Europa cristiana. En concret, els mercaders europeus tenien interés en l'or, el qual es podia trobar a l'oest d'Àfrica, i també a trobar una ruta naval cap a les Índies que pogués esquivar els dominis otomans, per tal de tenir accés a articles de luxe com ara espècies sense haver de passar per intermediaris islàmics a l'Orient Mitjà.
Encara que foren exclusivament els europeus els que dugueren a terme les primeres exploracions navals a l'Atlàntic, val a dir que hi havia involucrats membres de totes les nacionalitats europees, cosa que incloïa mariners de Portugal i la Monarquia Hispànica, dels regnes d'Itàlia, d'Anglaterra, França i dels Països Baixos. Aquesta diversitat, segons Thornton, suposà que «les primeres descobertes a l'Atlàntic foren un exercici d'exploració internacional, per molt que bona part dels descobriments més significatius [com els de Cristòfor Colom i Fernão de Magalhães] es fessin amb el patrocini dels diversos monarques ibèrics.» Aquest lideratge espanyol més tard va donar lloc al mite que els espanyols fossin els sols responsables de l'exploració.

### Esclavatge africà

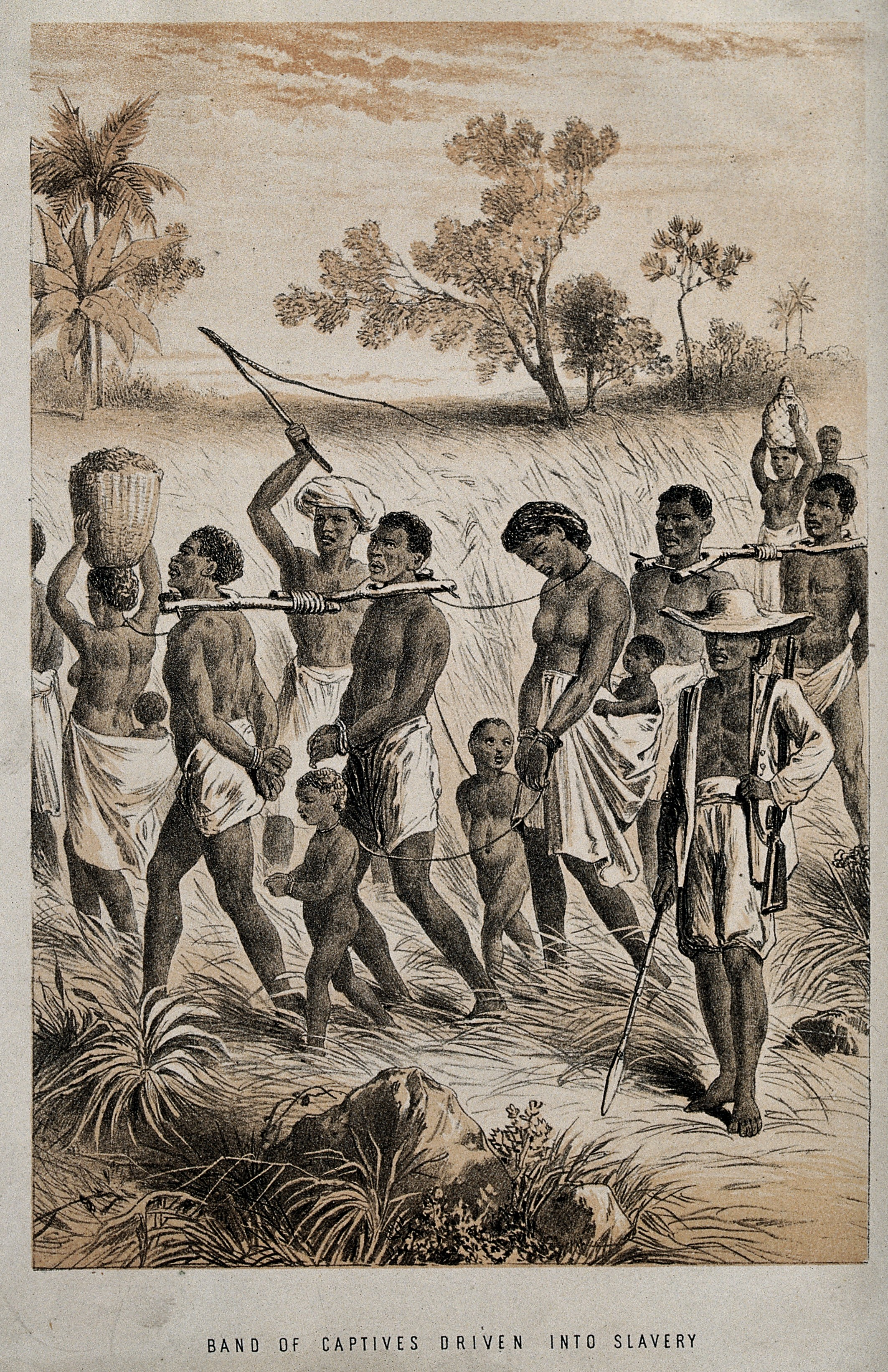
Grup d'homes, nens i dones portats a un mercat d'esclaus

L'esclavitud ja es practicava en algunes parts d'Àfrica, Europa, Àsia i Amèrica durant molts segles abans del començament del comerç atlàntic d'esclaus. Hi ha proves que hi hagué esclaus procedents d'estats africans que van ser exportats a altres països de l'Àfrica, Europa i Àsia abans de la colonització europea d'Amèrica. El comerç d'esclaus africans va fornir un gran nombre d'esclaus als europeus i molts més als països musulmans.
El comerç atlàntic d'esclaus no era l'únic comerç d'esclaus africans, tot i que va ser el més gran en volum i intensitat. Segles enrere, per exemple, destacà el comerç àrab d'esclaus, que arribaven de l'Àfrica negra al nord d'Àfrica per la Mar Roja o per mitjà de les rutes transsaharianes. Com va escriure Elikia M'Bokolo a Le Monde Diplomatique:
| « | El continent africà va ser sagnat dels seus recursos humans a través de totes les rutes possibles. A l'altra banda del Sàhara, a través de la Mar Roja, dels ports de l'oceà Índic i l'altra banda de l'Atlàntic. Un mínim de deu segles d'esclavitud per al benefici dels països musulmans (del segle ix fins al segle xix).... Quatre milions de persones esclavitzades exportades a través de la Mar Roja, uns altres quatre milions a través dels ports swahilis de l'oceà Índic, potser fins a nou milions al llarg de la ruta de caravanes transsahariana, i d'onze a vint milions (depèn de l'autor) a través de l'oceà Atlàntic. | » |

D'acord amb John K. Thornton, els europeus generalment compraven esclaus capturats en les guerres endèmiques entre els estats africans. Hi havia africans que feien negoci capturant altres africans de grups ètnics veïns o captius de guerra i els venien. Un recordatori d'aquesta pràctica es documenta en els Debats del Comerç d'Esclaus a Anglaterra a començament del segle xix: «Tots els antics escriptors […] coincideixen a manifestar no només que les guerres es feien amb el sol propòsit de fer esclaus, sinó que eren fomentades pels europeus amb la finalitat de tenir esclaus disponibles.» Els esclaus originaris dels encontorns del riu Níger eren transportats a la costa i venuts a partir d'aquests mercats en els ports comercials europeus a canvi de mosquets i productes manufacturats com ara teles o alcohol. Tanmateix, la demanda europea d'esclaus fornia un nou gran mercat per a un comerç que ja existia. Mentre que els que eren esclavitzats en la seva pròpia africana podien tenir esperances d'escapar, els que eren venuts i enviats lluny tenien poques possibilitats de tornar mai a l'Àfrica.

### La colonització europea i l'esclavitud a l'Àfrica Occidental

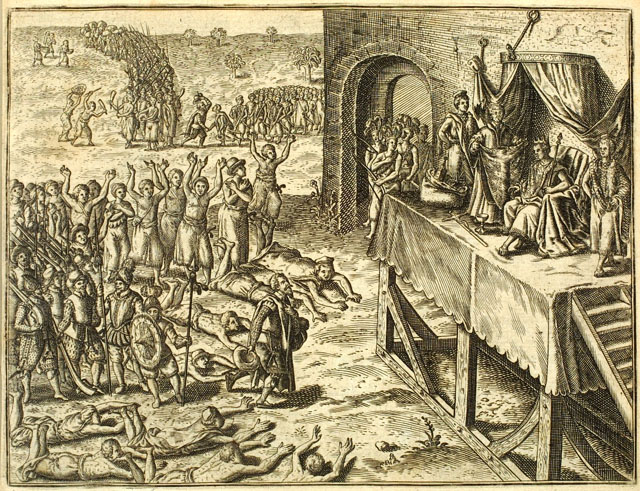
Els portuguesos presentant-se a Manikongo. Inicialment, els portuguesos mantingueren una bona relació amb el Regne del Congo. Les guerres civils al Congo forniren molts d'esclaus que acabaren en vaixells portuguesos.

En descobrir noves terres gràcies a les seves exploracions navals, els colonitzadors europeus aviat van començar a migrar a la seva instal·lació en terres transoceàniques. A la costa africana, els colons europeus, sota la direcció del regne de Castella, envaïren i colonitzaren les Canàries durant el segle xv, on van destinar gran part de la terra a produir vi i sucre. Però, a més, també van capturar aborígens canaris (els guanxes) per utilitzar-los com a esclaus a les illes i per tota la Mediterrània cristiana.
Segons l'historiador John Thornton, «la motivació real de l'expansió naval europea i dels avenços de navegació era la d'aprofitar els beneficis immediats obtinguts gràcies al corsarisme i la pirateria o a la compra de productes". Amb les illes Canàries com a base naval, els europeus, inicialment comerciants portuguesos, van començar a desplaçar les seves activitats a la costa occidental d'Àfrica, on feien batudes per capturar esclaus per vendre més tard a la Mediterrània. Tot i que inicialment reeixiren en aquesta empresa, «no va passar gaire temps abans que les poblacions costaneres africanes s'adonessin del perill, i així els portuguesos començaren a trobar una resistència més forta i eficaç»; amb el temps, moltes de tripulacions foren contrarestades i anihilades pels mariners africans, atès que llurs vaixells estaven més ben equipats per travessar la costa atlàntica africana i els seus rius.
El 1494, el Rei de Portugal havia aconseguit acords amb els caps de diversos estats de l'Àfrica Occidental que permetien el comerç entre els seus respectius pobles, cosa que feu possible que els portuguesos poguessin «aprofitar l'economia ben desenvolupada de l'Àfrica […] sense hostilitats». «El comerç pacífic es va convertir en regla al llarg de la costa africana», per bé que hi va haver excepcions. Per exemple, en certa ocasió, uns comerciants portuguesos van assajar de conquerir l'arxipèlag dels Bijagós entorn de 1535. El 1571, Portugal, amb el suport del regne del Congo, va prendre el control de la regió sud-occidental d'Angola per tal d'assegurar el seu control comercial a la zona. Encara que el Congo es va unir més tard a una coalició l'any 1591 per forçar la partida dels portuguesos, Portugal havia entrat amb molta força al continent i el va continuar d'ocupar fins al segle xx. Malgrat aquests incidents ocasionals de violència entre forces africanes i europees, molts d'estats africans maldaren per assegurar que els termes dels contractes comercials s'esdevinguessin en els seus propis termes, per exemple, imposant drets de duana als vaixells estrangers. Així, el 1525, el rei congolès Afonso I capturà un vaixell francès i la seva tripulació per comerciar il·legalment a la seva costa.
Els historiadors han debatut força sobre la natura de la relació entre aquests regnes africans i els comerciants europeus. L'historiador de Guyana Walter Rodney ha argumentat que es tractava d'una relació desigual, car els africans eren forçats a un model de «comerç colonial» amb els europeus, que estaven econòmicament més desenvolupats, i així bescanviaven matèries primeres i recursos humans (és a dir, esclaus) per béns manufacturats, sovint de poca qualitat. Segons Rodney, fou aquest acord econòmic i comercial, que datava del segle xvi, que va fer que l'Àfrica romangués subdesenvolupada. Altres historiadors com Ralph Austen (1987) comparteixen aquesta idea. En canvi, John Thornton (1998) posa en qüestió aquesta desigualtat, tot sostenint que «el comerç atlàntic d'esclaus no era tan crític per a l'economia africana com aquests erudits pensen» i que «la manufactura africana [en aquest període] era més que capaç de competir amb la de l'Europa preindustrial». En canvi, Anne Bailey s'oposà a aquesta visió d'igualtat:
| « | Veure als africans com a socis implica igualtat de condicions i en peu d'igualtat en la influència global dels processos i el comerç intercontinentals. Els africans van tenir gran influència en el mateix continent, però no tenien influència directa en els motors darrere del comerç de les empreses capitalistes, les empreses de transport i assegurances d'Europa i Amèrica, o els sistemes de plantació a les Amèriques. No exercien cap mena d'influència en els centres de fabricació de la construcció d'Occident. | » |

## Segles XVI, XVII i XVIII
El comerç d'esclaus a l'Atlàntic sovint es divideix en dues eres, conegudes amb el nom de primer i segon sistema atlàntic.
El primer sistema atlàntic fou un model de comerç d'esclaus del segle xvi en el qual el tràfic d'esclaus africans es dirigí, principalment, a les colònies d'Amèrica del Sud dels imperis portuguès i espanyol; va representar poc més del 3% de tot el comerç d'esclaus de l'Atlàntic al llarg de la història. A escala significativa, va començar entorn de 1502 i va durar fins a 1580, quan Portugal es va integrar en la Monarquia Hispànica. Mentre que els portuguesos estaven involucrats directament en el comerç d'esclaus, l'Imperi Espanyol es va basar en el sistema d'asientos: hom adjudicava a comerciants, principalment d'altres països, llicències per al comerç d'esclaus a les colònies espanyoles. Durant el primer sistema atlàntic, la major part d'aquests comerciants eren portuguesos, cosa que els en conferí pràcticament el monopoli; però també hi van participar comerciants holandesos, anglesos i francesos. Després de la unió, el regne de Portugal va estar sota legislació reial, que li va prohibir de participar directament en el comerç d'esclaus. Així, els portuguesos esdevingueren un objectiu per als enemics tradicionals d'Espanya, i així perderen una gran part del comerç a mans dels holandesos, anglesos i francesos.
El segon sistema atlàntic fou un model en el qual el comerç d'esclaus africans fou encapçalat per comerciants majoritàriament anglesos, portuguesos, francesos i holandesos. Les principals destinacions d'aquesta fase van ser les colònies Carib i del Brasil, a mesura que les nacions europees anaven bastint colònies al Nou Món dependents econòmicament dels esclaus. En aquest sistema, poc més del 3% dels esclaus africans hi foren portats entre 1450 i 1600, mentre que al segle xvii augmentà fins al 16%.
En canvi, hom estima que més de la meitat de tot el tràfic d'esclaus va tenir lloc durant el segle xviii, essent britànics, francesos i portuguesos els portadors de nou de cada deu esclaus adquirits a l'Àfrica. A la dècada de 1690, els anglesos enviaven la major quantitat d'esclaus d'Àfrica. Van mantenir aquesta posició durant el segle xviii, tot convertint-se en els majors transportistes d'esclaus a través de l'Atlàntic.
Després que els britànics prohibissin el comerç d'esclaus el 1807 i els Estats Units també ho fessin un any més tard, el comerç es va reduir, però fins i tot així, posteriorment a 1808 el tràfic d'esclaus per part de negrers anglosaxons encara representava el 28,5% del volum total del comerç atlàntic d'esclaus.

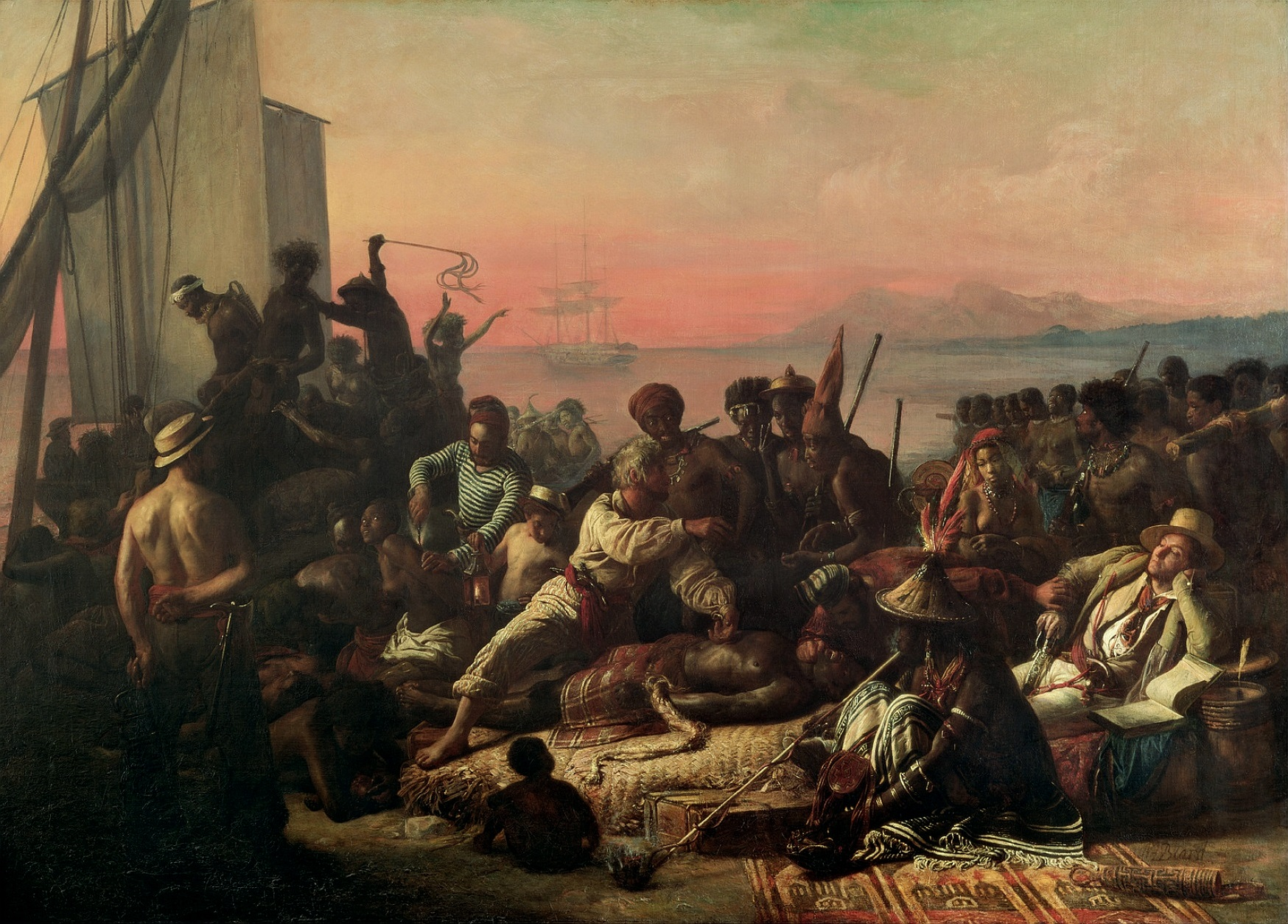
"El comerç d'esclaus" per Auguste François Biard, 1840

Un cementiri estudiat de Campeche (Mèxic) suggereix que ja hi havia esclaus poc després que Hernán Cortés sotmetés els asteques i els maies el segle xvi. El cementiri va estar en ús d'aproximadament 1550 fins a la fi del segle xvii.

### Comerç triangular
En un costat del triangle, els comerciants europeus exportaven productes manufacturats i altres mercaderies d'Europa a l'Àfrica. De l'altra part hi havia una sèrie de reis i comerciants africans que participaven en el tràfic d'esclaus, d'abans de la Descoberta d'Amèrica fins entorn de 1833. Per a cada captiu, generalment aconseguits en guerres amb pobles veïns, els governants africans rebien un seguit de mercaderies d'Europa entre les quals hi havia armes, municions i altres béns manufacturats. En el segon costat del triangle, es transportaven els africans esclavitzats fins a les Amèriques i el Carib després d'un llarg viatge transatlàntic. En el tercer i darrer costat del triangle es produïa la devolució dels béns colonials d'Amèrica cap a Europa. Aquests béns eren productes de les plantacions esclavistes principalment de cotó, sucre, tabac, melassa i rom. Sir John Hawkins, considerat el pioner del comerç britànic d'esclaus, va ser el primer a recórrer el comerç triangular obtenint un guany a cada estació.

### Treball i esclavatge

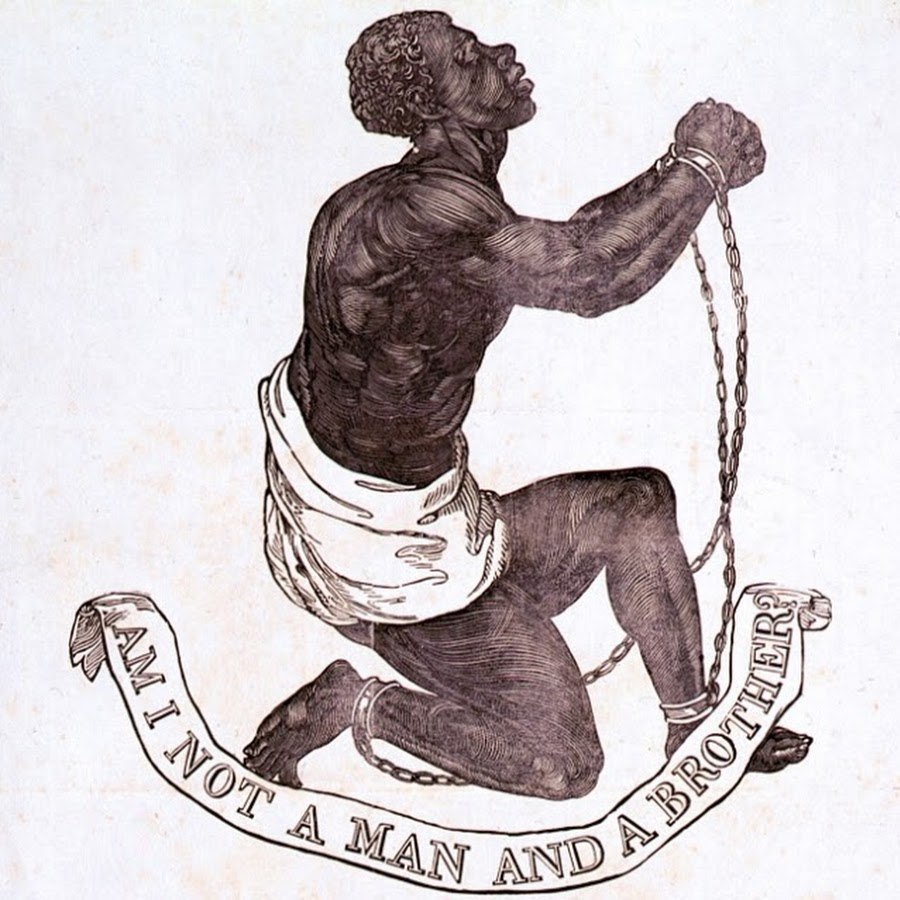
"No sóc jo un home i un germà?, medalló dissenyat el 1787 per Josiah Wedgwood per a la campanya antiesclavista britànica

El comerç atlàntic d'esclaus va ser el resultat, entre altres coses, de l'escassetat de treball i el desajustament amb el desig dels colons europeus d'explotar les terres i recursos del Nou Món. En un principi els colonitzadors europeus utilitzaven els pobles nadius com a mà d'obra esclavitzada, fins que un gran nombre començà a morir per excés de treball i per malalties portades del Vell Món. Les fonts alternatives de mà d'obra, com ara els treballadors no abonats, no van poder fornir una força de treball suficient. No obstant això, molts de productes no podien créixer amb marge de beneficis a Europa, i així l'exportació de cultius i productes del Nou Món a Europa sovint va resultar ser més rendible que produir-los al continent europeu. No obstant això, calia una gran quantitat de treball per crear i mantenir les plantacions que necessitaven mà d'obra intensiva per créixer, recollir i processar els cultius tropicals. Fou així que l'Àfrica Occidental (part de la qual va arribar a ser coneguda com a la Costa dels esclaus), i més tard l'Àfrica central, va esdevenir la principal font d'esclaus per satisfer la demanda de mà d'obra.
La raó fonamental de la constant escassetat de mà d'obra era que, atès que el preu de la terra era molt baix i, per tant, hi havia una gran quantitat de terratinents que cercaven treballadors, els colons europeus lliures es convertiren en poc temps en propietaris de terres, fet que augmentava la necessitat de treballadors.
Thomas Jefferson va atribuir l'ús de mà d'obra esclava en part al clima i al temps de lleure consegüent que aporta la mà d'obra esclava: «Perquè en un clima càlid, no hi ha home que pugui treballar per si mateix. Això és tan cert que dels propietaris d'esclaus una proporció molt petita de fet els han vist treballar.»

### Participació africana al comerç d'esclaus

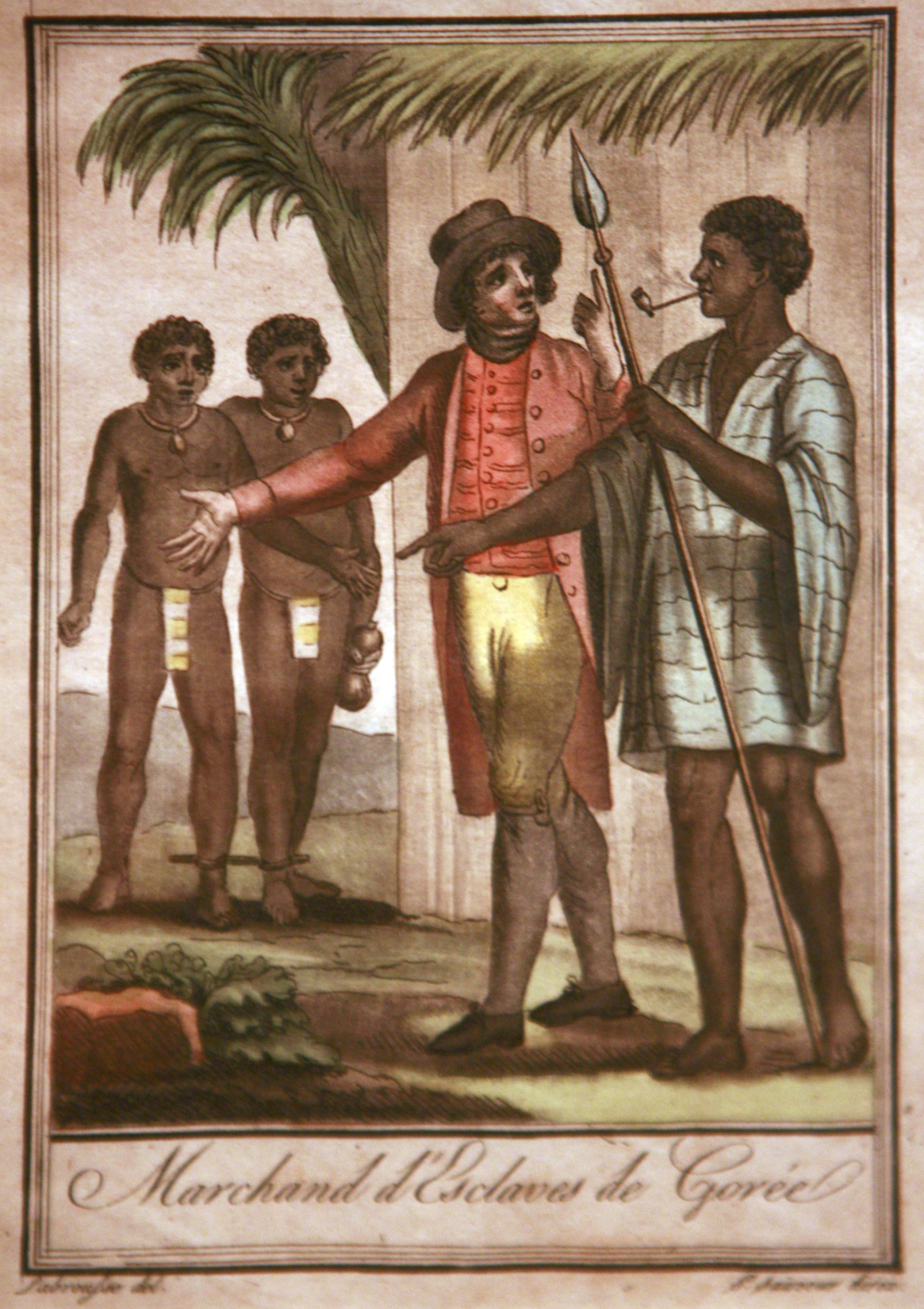
Comerciants d'esclaus a Gorée, Senegal,

Els africans van tenir un paper directe en el comerç d'esclaus, atès que venien els seus propis captius o presoners de guerra als compradors europeus. Els presoners i captius que havien estat venuts generalment eren de grups ètnics veïns o enemics que no eren part de l'ètnia o tribu que els venia, i els reis africans no els guardaven gens de respecte en particular. De vegades també es venien criminals o opositors perquè no poguessin cometre més crims a la seva terra. La resta d'esclaus, en general, provenien de segrests i ràtzies dels europeus. No obstant això, hi hagué reis africans que es van negar a vendre cap dels seus captius i criminals: per exemple, el rei Jaja d'Opobo, un antic esclau, es va negar a fer qualsevol negoci amb els esclavistes.

### Participació europea en el comerç d'esclaus
Tot i que els europeus eren el principal objectiu del mercat d'esclaus, poques vegades s'endinsaven a l'Àfrica profunda per por a les malalties tropicals i a la ferotge resistència africana. De la part africana, era freqüent que hom condemnés els delinqüents a l'esclavitud i els vengués, atès que en general no existia un sistema de presons i es volgué aprofitar que el model esdevenira cada vegada més lucratiu.

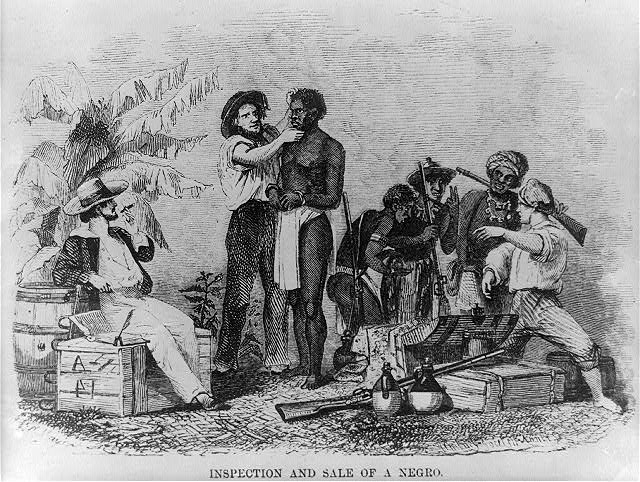
Un esclau inspeccionat

Thomas Kitchin estima que, a partir de 1778, entorn de 52.000 europeus portaven esclaus al Carib cada any; els francesos eren els que portaven la major part d'africans a les Antilles Franceses (entorn d'uns 13.000). El comerç atlàntic d'esclaus va assolir el seu punt culminant les dues darreres dècades del segle xviii, durant i després de la Guerra Civil del Congo. Les guerres entre els petits estats igbos al llarg del riu Níger i el bandolerisme consegüent també assolaren aquest període. Una altra raó per l'excés d'oferta d'esclaus foren les guerres d'expansió de diversos estats com el regne de Dahomey, l'imperi d'Oyo i l'imperi Aixanti.

### Contrast de l'esclavitud a Àfrica i al Nou Món
Les formes d'esclavitud van variar tant a l'Àfrica com al Nou Món. En general, l'esclavitud a l'Àfrica no era hereditària, és a dir, els fills dels esclaus eren lliures, mentre que a les Amèriques els considerats fills de mares esclaves naixien com a esclaus. A més, a l'Àfrica occidental no estava reservada per a minories ètniques o religioses, com sí que ho estava a les colònies europees, per bé que sí que s'esdevenia a Somàlia, on els somalís solien capturar i esclavitzar bantus.
El tractament dels esclaus a l'Àfrica era més variable que a les Amèriques. En un cas extrem, els reis de Dahomey sacrificaven centenars d'esclaus de manera rutinària en sacrificis rituals, i també es feien servir esclaus per sacrificis humans a Camerun. D'altra banda, a altres llocs els esclaus eren tractats sovint com a part de la família, «nens adoptats», amb drets importants com ara el de casar-se sense el permís dels seus amos. Segons l'explorador escocès Mungo Park:
| « | Els esclaus a l'Àfrica, suposo, són gairebé en proporció de tres a un respecte dels homes lliures. No demanen altra recompensa pels seus serveis que aliments i roba, i són tractats amb bondat o severitat d'acord amb la bona o mala disposició dels seus amos […] Els esclaus portats de l'interior es poden dividir en dues classes diferents: en primer lloc, els que són esclaus a partir del seu naixement, nascuts de mares esclaves; en segon lloc, els nascuts lliures però que més tard, pel motiu que sigui, han esdevingut esclaus. Els de la primera classe són, amb escreix, els més nombrosos [...]». | » |

A les Amèriques, hom va negar als esclaus el dret a contreure matrimoni lliurement i, generalment, els amos no els acceptaven com a membres de la família. Els esclaus del Nou Món eren considerats com a propietat dels seus senyors, i els que eren condemnats per assassinat o revolta solien ser executats.

### Regions mercat d'esclaus i participació

Les principals regions comerciants d'esclaus d'Àfrica, del al XIX

Va haver-hi vuit zones principals on els europeus compraven esclaus per enviar-los a les Amèriques, i el nombre d'esclaus venuts al Nou Món variava en funció de la zona. Pel que fa a la distribució dels esclaus a les regions d'activitat comercial, certes àrees produïen molt més esclaus que altres. Entre 1650 i 1900, 10.240.000 esclaus africans van arribar a Amèrica de les següents regions en les següents proporcions:
- Senegàmbia (Senegal i Gàmbia): 4,8%
- Alta Guinea (Guinea-Bissau, Guinea i Sierra Leone): 4,1%
- Costa del Pebre (Libèria i Costa d'Ivori): 1,8%
- Costa d'Or (Ghana i l'est de Costa d'Ivori): 10,4%
- Golf de Benín (Togo, Benín i Nigèria a l'oest del delta del Níger): 20,2%
- Golf de Biafra (Nigèria a l'est del delta del Níger, Camerun, Guinea Equatorial i Gabon): 14,6%
- Àfrica Centre-occidental (República del Congo, República Democràtica del Congo i Angola): 39,4%
- Àfrica sud-oriental (Moçambic i Madagascar): 4,7%

### Regnes africans de l'era

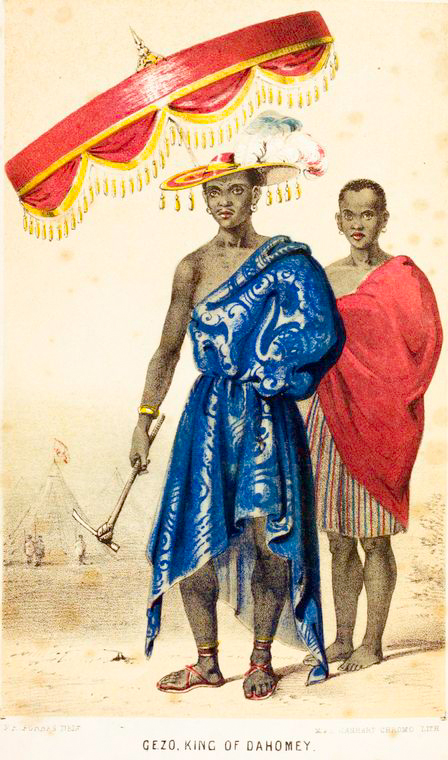
Ghezo, rei de Dahomey, fou pressionat pels britànics per posar fi a la tracta d'esclaus

Hi va haver més de 173 ciutats estat i regnes de l'Àfrica afectades pel tràfic d'esclaus entre 1502 i 1853, quan Brasil es va convertir en el darrer país atlàntic a prohibir la importació d'esclaus. D'aquests 173, no menys de 68 poden considerar-se que tenien infraestructures polítiques i militars anàlogues a un estat nació que els permetien de dominar els veïns. Gairebé tots els estats africans actuals han tingut un predecessor precolonial, de vegades un imperi africà amb el qual els havien comerciat els europeus.

#### Grups ètnics
Els diferents grups ètnics portats a les Amèriques es corresponen amb les regions de major activitat en el comerç d'esclaus. Més de 45 grups ètnics diferents foren víctimes del tràfic negrer cap a les Amèriques i, d'aquests 45, els deu més prominents foren, d'acord amb les investigacions dutes a terme:
1. Els kongo de la República Democràtica del Congo i Angola
2. Els mandés d'Alta Guinea
3. Els parlants de llengües gbe de Togo, Ghana i Benín (Adja, Mina, Ewe, Fon)
4. Els àkans de Ghana i Costa d'Ivori
5. Els wòlofs del Senegal i Gàmbia
6. Els igbos del sud-est de Nigèria
7. Els Mbundu d'Angola (ambundus i ovimbundus)
8. Els iorubes del sud-oest de Nigèria
9. Els chambas de Camerun
10. Els macua de Moçambic

## Víctimes humanes
El comerç transatlàntic d'esclaus va donar lloc a una vasta i fins ara encara desconeguda pèrdua de vides dels captius africans, tant dins com fora d'Amèrica. Aproximadament 1,2-2,4 milions d'africans van morir durant el seu transport al Nou Món. Molts van morir poc després d'arribar. El nombre de vides perdudes en l'adquisició d'esclaus continua de ser un misteri, però pot ser igual o superior al nombre que va sobreviure en esclavatge.
La naturalesa salvatge del comerç va portar a la destrucció d'individus i cultures. Les xifres següents no inclouen les morts d'esclaus africans com a resultat de la seva feina, revoltes d'esclaus o malalties patides vivint entre les poblacions del Nou Món.
La historiadora Ana Lucía Araujo ha assenyalat que el procés d'esclavització no va acabar amb l'arribada a les costes d'Amèrica. Els factors que influïren en els camins que prengueren individus i grups víctimes del tràfic atlàntic d'esclaus són diversos, entre els quals la regió on desembarcaven, el tipus de treball realitzat, el gènere, l'edat, la religió i l'idioma.
Una base de dades compilada a final de 1990 eleva la xifra del comerç transatlàntic d'esclaus a més d'onze milions de persones. Durant molt de temps la xifra acceptada era de quinze milions, encara que en els darrers anys s'ha revisat a la baixa. Segons estimacions de Patrick Manning, uns dotze milions d'esclaus van ser objecte del comerç atlàntic entre els segles xvi i xix, dels quals entorn d'1,5 milions va morir a bord dels vaixells i entorn de 10,5 milions van arribar a les Amèriques. A més dels esclaus que van morir a la travessia de l'Atlàntic, probablement van morir més africans durant les batudes d'esclaus a l'Àfrica i les marxes forçades als ports. Manning estima que quatre milions van morir a l'interior de l'Àfrica després de ser capturats, i molts més van morir joves. L'estimació de Manning cobreix els dotze milions que estaven destinats originalment per l'Atlàntic, així com els 6 milions amb destinació als mercats d'esclaus asiàtics i els vuit milions destinats als mercats africans.

### Conflictes africans

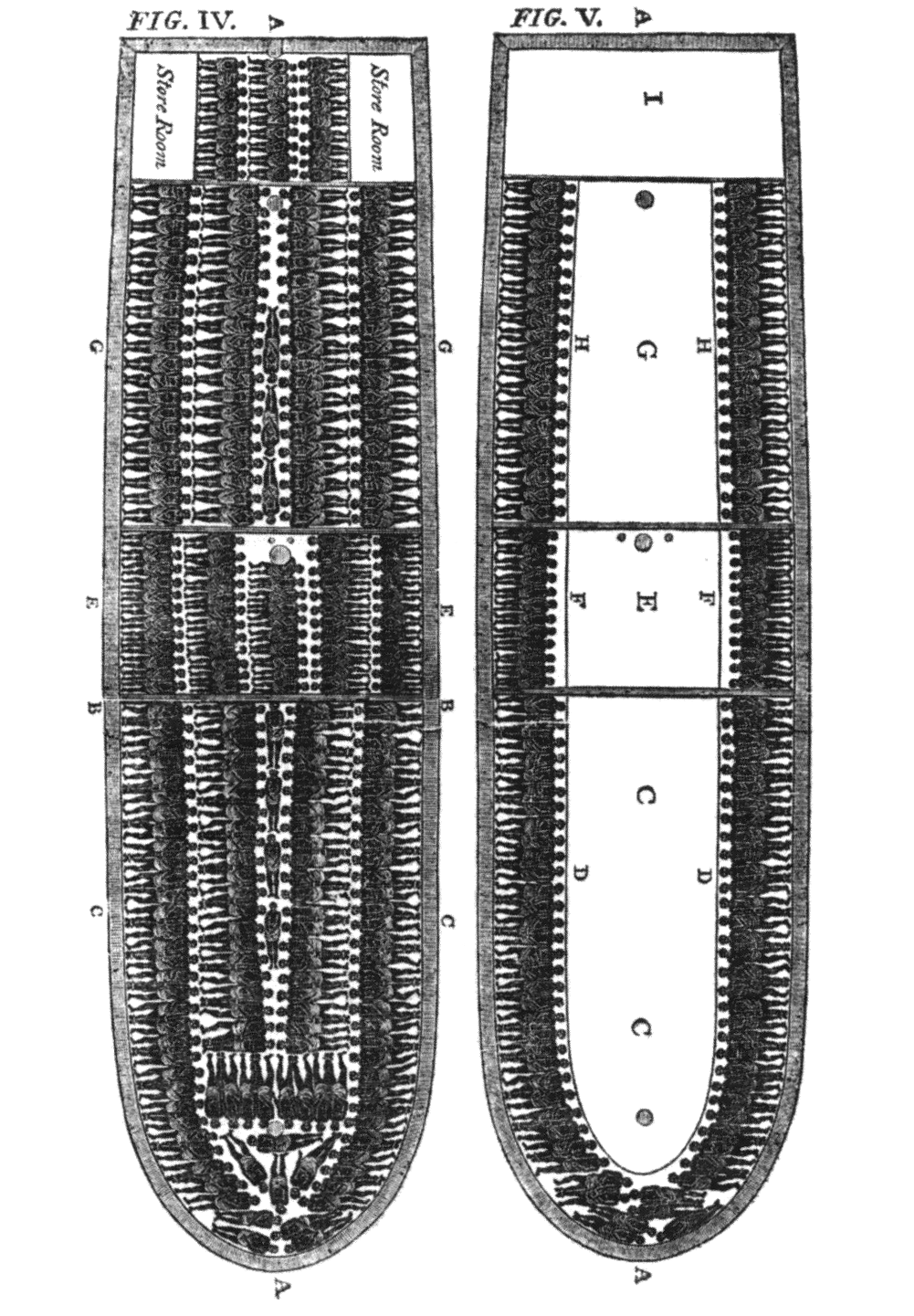
Diagrama d'un vaixell d'esclaus del comerç atlàntic. A partir d'un Resum de l'evidència lliurada davant d'una comissió especial de la Cambra dels Comuns en 1790 i 1791.

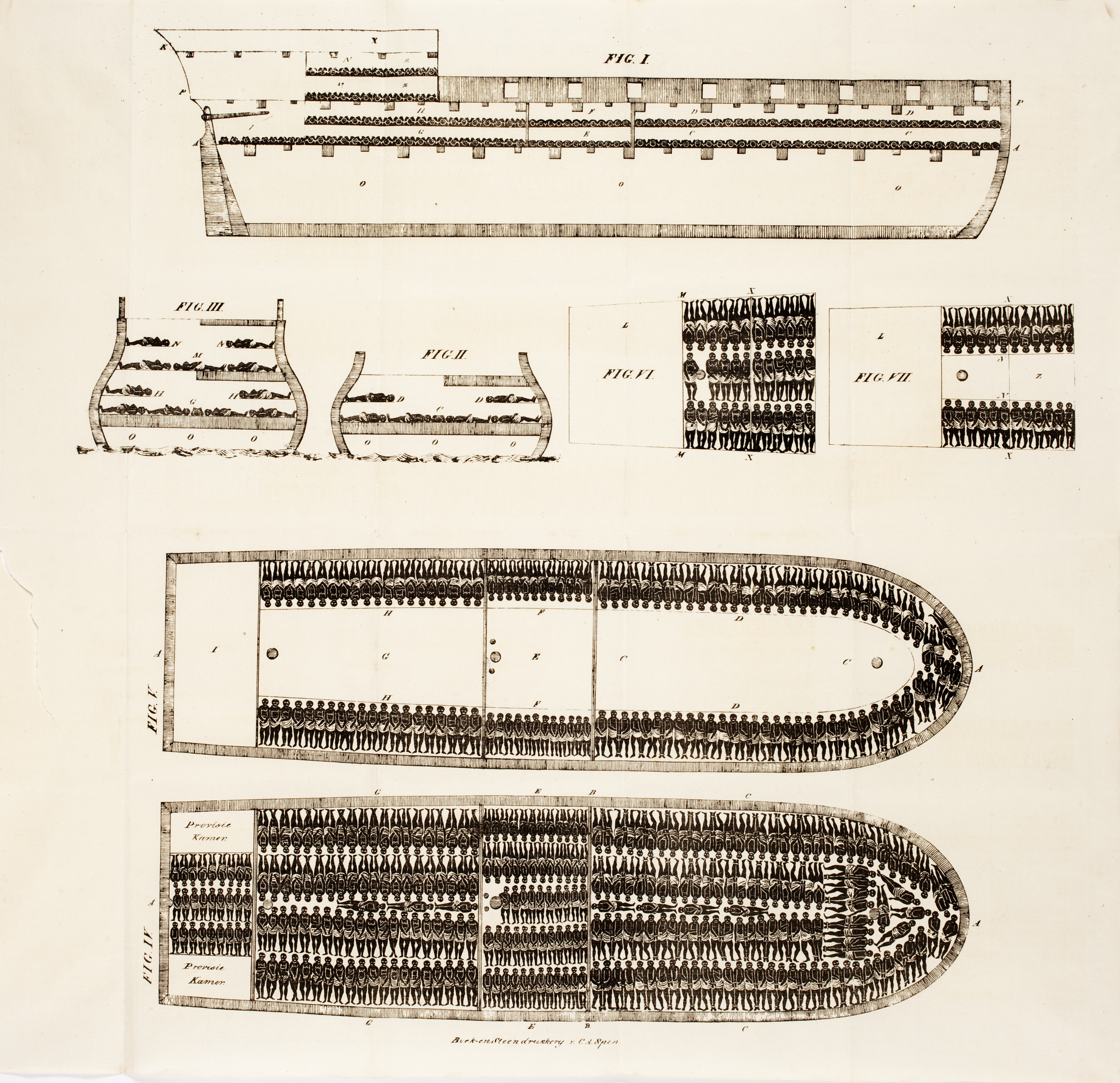
Diagrama d'un vaixell d'esclaus a Thomas Clarkson: The cries of Africa to the inhabitants of Europe, 1822?

Segons el Dr. Kimani Nehusi la presència d'esclavitzadors europeus va afectar la manera en què el codi legal de les societats africanes punia als criminals. Hi hagué delictes que tradicionalment es castigaven amb altres penes que mudaren de pena i passaren a ser castigats amb pena d'esclavització i venda als comerciants d'esclaus. Segons David Stannard a American Holocaust, el 50% de les morts d'africans ocorregudes a l'Àfrica foren resultat de guerres entre regnes sorgides per capturar esclaus, incloent no sols els que van morir en les batalles, sinó també aquells que van morir com a resultat de les marxes forçades de les zones interiors cap als ports d'esclaus. La pràctica d'esclavitzar els combatents enemics s'havia estès a tot l'oest de l'Àfrica Occidental i Àfrica central, encara que rares vegades es començaren guerres amb el sol pretext d'aconseguir esclaus; així, el comerç d'esclaus va ser en gran manera un subproducte de les guerres estatals i tribals africanes, originades com una manera d'eliminar potencials dissidents després de la victòria o per finançar futures guerres. Amb tot, hi havia regnes i tribus africanes particularment hàbils i brutals en la pràctica d'esclavitzar, com ara els regnes Oyo, Benín, Igala, Kaabu, Asanteman, Dahomey, la Confederació Aro i les bandes de guerra imbangala.
Val a dir que abans de l'arribada dels portuguesos l'esclavitud ja existia al Regne del Congo. El manikongo Nzinga Mbemba Afonso creia que el comerç d'esclaus havia d'estar subjecte a la llei del Congo; així, quan sospità que els portuguesos rebien il·legalment persones esclavitzades per vendre-les, el 1526 va escriure al rei Joan III de Portugal implorant que posés fi a la pràctica. El rei congolès diu que les mercaderies portugueses són el que alimenta la tracta de negres, i demana al rei de Portugal que deixi d'enviar mercaderies i enviï només missioners:
| « | Cada dia, els comerciants segresten els nostres propis fills d'aquest país, els fills dels nostres nobles i vassalls, fins i tot les persones de la nostra pròpia família. Aquesta corrupció i depravació són tan generalitzades que la nostra terra està despoblada per complet. En aquest regne solament ens calen sacerdots i mestres d'escola, i no pas mercaderies, llevat que sigui vi i farina de massa. És el nostre desig que aquest regne no sigui un lloc per al comerç o transport d'esclaus [...] Molts dels nostres súbdits deleixen amb ansietat mercaderia portuguesa que els vostres súbdits han posat en els nostres dominis. Per satisfer aquest desig desordenat, s'apoderen de molts dels nostres homes lliures […] i els venen. Després de capturar els presoners [a la costa] en secret durant la nit […] Tan bon punt els captius són en mans dels homes blancs són marcats amb un ferro roent. | » |

Els reis de Dahomey també venien captius de guerra pel comerç atlàntic d'esclaus; altrament, aquests captius haurien mort en una cerimònia coneguda com a Costums Anuals de Dahomey. Essent com era un dels principals estats proveïdors d'esclaus de l'Àfrica Occidental, Dahomey es va forjar molt mala fama entre els pobles veïns. Ben igual que l'Imperi Bamana a l'est, els regnes Khasso depenien força del comerç d'esclaus per la seva economia. El nombre d'esclaus que posseïa una família n'indicava l'estatus, fet que portava a fomentar guerres amb el sol propòsit d'obtenir més esclaus. Aquest sistema va portar els Khasso a mantenir cada vegada més contactes amb els assentaments europeus de la costa occidental d'Àfrica, i en concret amb els francesos. Semblantment, el Regne de Benín va esdevenir cada vegada més ric al llarg dels segles xvi i xvii gràcies al comerç d'esclaus amb Europa, i així la costa de Benín aviat va arribar a ser coneguda com a la Costa dels esclaus.
Entorn de 1840, el rei Gezo de Dahomey va dir:
| « | El comerç d'esclaus és el principi rector del meu poble. És la font de les seves riqueses i glòria […] la mare amanyaga el nen a dormir amb cançons sobre triomfs envers un enemic sotmès a l'esclavitud [...] | » |

El 1807, el Parlament del Regne Unit va aprovar el projecte de llei que abolia el comerç d'esclaus. El rei de Bonny (actualment Nigèria) es va horroritzar per aquest aboliment:
| « | Creiem que aquest comerç ha de continuar. Aquest és el veredicte del nostre oracle i els sacerdots. Diuen que el vostre país, per gran que sigui, no pot aturar un comerç ordenat per Déu mateix. | » |

### Ports factoria
Després d'haver estat portats a la costa per ser venuts, els esclaus esperaven en grans fortaleses anomenades factories. El temps que podien romandre a les factories variava, però Milton Meltzer, a Slavery: A World History, estableix que en aquesta etapa es produïa entorn del 4,5% de les morts respecte del total del trajecte, del moment de la captura fins a l'arribada a Amèrica. En altres paraules, unes 820,000 persones podrien haver mort a ports africans com Benguela, Elmina i Bonny, així reduint el nombre d'embarcats a 17,5 milions.

### Travessia atlàntica

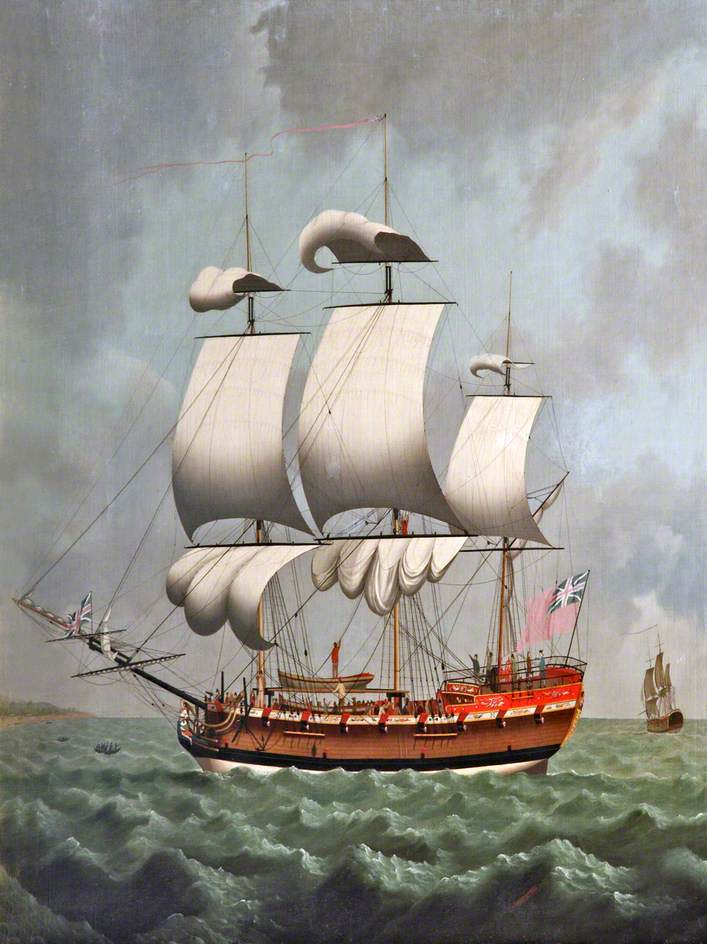
Un vaixell d'esclaus a Liverpool de William Jackson. Merseyside Maritime Museum

Després de ser capturats i mantinguts en factories, els esclaus entraven en la infame travessia de l'Atlàntic. La investigació de Meltzer xifra la mortalitat en aquesta etapa entorn del 12,5%. Durant aquests viatges moriren al voltant de 2,2 milions d'africans, on s'amuntegaven atapeïts en llocs insalubres dins els vaixells durant mesos. Es van arribar a prendre mesures per frenar la taxa de mortalitat a bord, com ara forçar balls (com a exercici) a la coberta, o l'alimentació forçada als esclaus que pretenien morir de fam. Les condicions a bord també va donar lloc a la propagació de malalties mortals. Altres se suïcidaven, provant de fugir saltant a l'aigua. Els traficants d'esclaus podien arribar a tractar d'embarcar fins a 600 esclaus en un sol vaixell. Abans que el tràfic d'esclaus africans fos completament prohibit el 1853, hom calcula que uns 15,3 milions de persones esclavitzades havien arribat a les Amèriques.
El professor d'economia Raymond L. Cohn, qui enfocà la seva recerca en la història econòmica i la migració internacional, ha investigat la taxa de mortalitat entre els africans durant la travessia atlàntica i va aclarir que les taxes de mortalitat van disminuir al llarg de la història, principalment a causa que la durada del viatge disminuí amb el temps. «Els viatges d'esclaus del segle xviii duraven molt, dos mesos i mig pel cap baix. Al segle xix, en canvi, la durada màxima no sobrepujava mai els dos mesos, i molts de viatges eren molt més curts.»

### Camps estacionals
Meltzer també indica que el 33% dels africans moria en el primer any després del desembarcament en els camps d'estacionament que es trobaven per tot el Carib. Jamaica tenia un dels camps més notoris. En aquests camps, la disenteria va ser la principal causa de mort. Entorn de 5 milions d'africans va morir en aquests camps, cosa que redueix el nombre de supervivents a aproximadament 10 milions.

## Competència europea
El comerç d'esclaus africans a l'Atlàntic té els seus orígens en les exploracions de mariners portuguesos arreu de la costa africana occidental el segle xv. Abans d'això, el contacte amb el mercat d'esclaus africans solament s'establia per rescatar portuguesos capturats pels atacs de la pirateria berberesca als vaixells portuguesos i viles costaneres, que freqüentment deixava despoblades. Per la seva banda, eren els estats àrabs nord-africans els que monopolitzaven el tràfic d'esclaus africans per mitjà de les rutes transsaharianes i de la Mar Roja.
Els primers europeus que var fer servir esclaus africans al Nou Món van ser els espanyols, que cercaven assistència per a les seves expedicions de conquesta i també treballadors a illes com Cuba i Hispaniola. El descens alarmant en la població nativa americana havia estimulat les primeres lleis reials protegint-los (Lleis de Burgos, 1512-1513). Els primers esclaus africans van arribar a Hispaniola el 1501. Després que Portugal reeixís a establir plantacions de sucre (engenhos) al nord del Brasil entorn de 1545, els comerciants portuguesos a la costa d'Àfrica Occidental van començar a proveir d'esclaus africans els plantadors de sucre. Encara que primer aquests plantadors havien emprat gairebé exclusivament nadius tupís esclavitzats, van començar a importar africans a partir de 1570 perquè una sèrie d'epidèmies havien delmat les comunitats tupís ja desestabilitzades. Entorn de 1630, els africans havien substituït els tupís com el major contingent de mà d'obra brasilera a les plantacions de sucre.

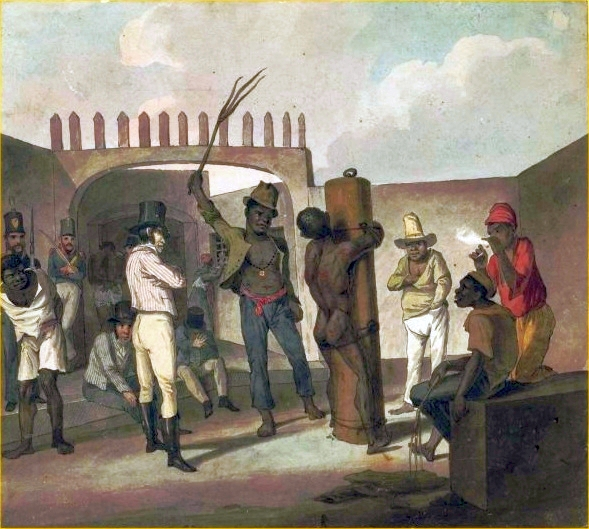
Càstig d'esclaus a Calabouco, a Rio de Janeiro, c. 1822

Alhora que el poder naval de la Gran Bretanya creixia i s'instal·lava a Amèrica del Nord continental i algunes illes de les Índies Occidentals, es va convertir en el principal comerciant d'esclaus. En una primera etapa, el comerç era monopolitzat per la Royal African Company, que operava a Londres; però, després que la companyia perdés el monopoli l'any 1689, els comerciants de Bristol i Liverpool cada cop es van involucrar més en el comerç d'esclaus. En el segle xvii una de cada quatre naus que sortia del port de Liverpool era un vaixell d'esclaus. Bona part de la riquesa amb què es va construir Manchester i les ciutats circumdants a final del segle xviii i gran part del segle xix es va basar en el processament de cotó procedent de les Amèriques i la manufactura de roba. Altres ciutats britàniques també es van beneficiar del tràfic d'esclaus: Birmingham, la ciutat més important en producció d'armes a la Gran Bretanya, fabricava armes que més tard eren bescanviades per esclaus a les costes d'Àfrica. El 75% de tot el sucre produït a les plantacions fou enviat a Londres i bona part es consumia a les cafeteries.
A mesura que el tràfic negrer anà disminuint al Regne Unit i als Estats Units, Espanya anà recuperant terreny perdut en aquesta pràctica. El gran beneficiat en aquest procés fou el Principat de Catalunya que, unificades les corones el segle xviii, recobrà el dret de comerciar amb Amèrica i encapçalà el tràfic d'esclaus de tota la primera meitat del segle xix: el 75% de vaixells negrers que arribaren a Cuba durant aquest període eren comandats per catalans, cosa que suposà el punt culminant de l'esclavisme a Catalunya. Ben igual que s'esdevengué al Regne Unit, els beneficis que obtengueren els comerciants i burgesos catalans d'aquest tràfic d'esclaus entre final del segle xviii i començament del xix serviren per finançar les grans fàbriques de tèxtil que encapçalaren la Revolució Industrial a Catalunya i posaren les bases del primer catalanisme amb el moviment cultural de la Renaixença. A menor escala, entre aquests comerciants catalans també n'hi havia de mallorquins.

## Destins al Nou Món

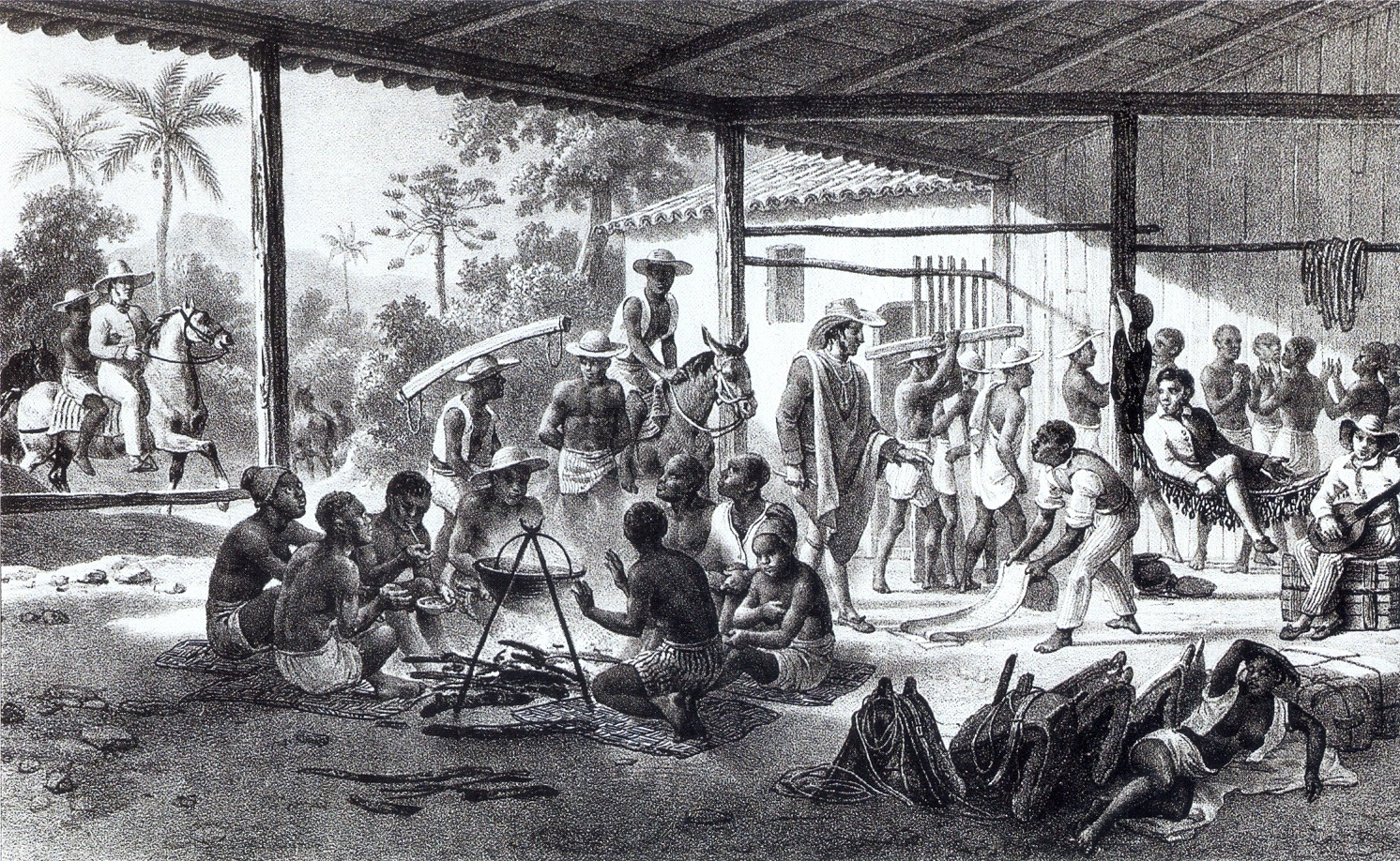
Esclaus acabats de comprar al Brasil de camí a les terres dels propietaris que els han comprat, c. 1830.

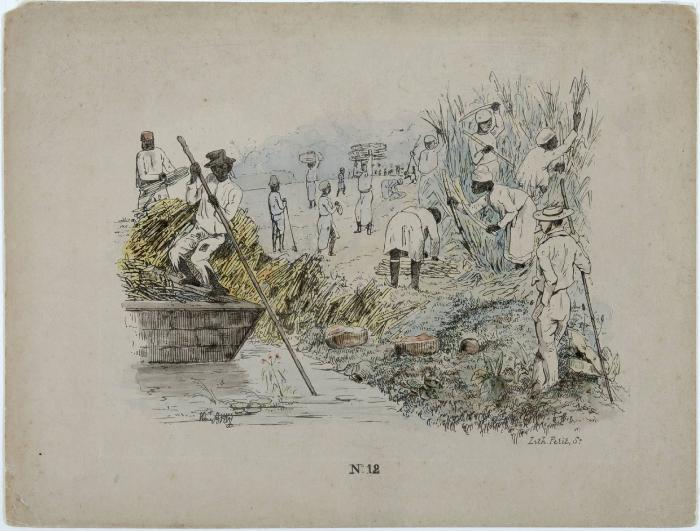
Litografia del que mostra una plantació de sucre al Surinam.

Els primers esclaus que arribaren com a mà d'obra al Nou Món van arribar a Hispaniola (ara Haití i la República Dominicana) el 1502. Cuba va rebre els seus primers quatre esclaus el 1513. Jamaica va rebre la seva primera càrrega de 4.000 esclaus el 1518. A Hondures i Guatemala, els primers esclaus hi arribaren el 1526.
Els primers esclaus africans que arribaren al que havia d'esdevenir els Estats Units van arribar el gener de 1526 com a part d'un assaig de colonització espanyola a Carolina del Sud, prop Jamestown. Aquell mateix novembre la població de 300 colons espanyols havia disminuït a 100, i la dels esclaus, de 100 a 70. Els esclaus es van rebel·lar i es van unir a una tribu d'indis americans dels encontorns, i així tots els espanyols van abandonar la colònia. Colòmbia va rebre els seus primers esclaus el 1533, i el Salvador, Costa Rica i Florida van començar els seus períodes de comerç d'esclaus el 1541, 1563 i 1581, respectivament.
El segle xvii es va produir un augment en l'arribada d'esclaus africans amb la nova arribada d'esclaus a la colònia anglesa de Jamestown, Virgínia en 1619. Els primers africans esclavitzats van ser classificats com a treballadors no abonats i foren alliberats set anys més tard. A la llei de Virgínia, l'esclavitud va ser codificada el 1656, i el 1662 la colònia va adoptar el principi de partus sequitur ventrem, mitjançant el qual els fills de mares esclaves naixien com a esclaus independentment del pare. El 1651, els colons irlandesos van portar esclaus a l'illa de Montserrat, i el 1655 es van enviar esclaus a Belize.
Entorn de 1802 els colons russos assenyalaren que hi havia comerciants de Boston que barataven esclaus africans per pells de llúdria amb els tlingits del sud-est d'Alaska.
| Destí                                                 | Percentatge |
| ----------------------------------------------------- | ----------- |
| Amèrica portuguesa                                    | 38,5%       |
| Índies Occidentals Britàniques (Antilles britàniques) | 18,4%       |
| Amèrica espanyola                                     | 17,5%       |
| Amèrica francesa                                      | 13,6%       |
| Nord-amèrica britànica / Estats Units                 | 9,7%        |
| Antilles Neerlandeses                                 | 2,0%        |
| Índies Occidentals Daneses                            | 0,3%        |

El nombre d'africans arribats a cada àrea es pot calcular tenint en compte el nombre total d'esclaus, que va ser de prop 10 milions.

## Economia de l'esclavitud

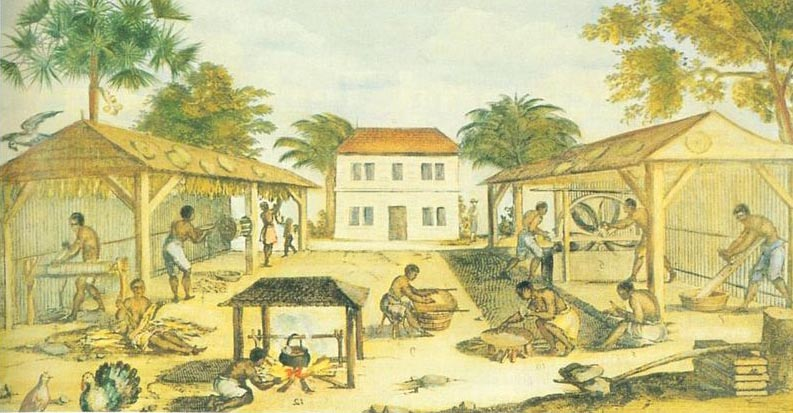
Esclaus processant tabac a Virgínia, s. XVII

A França al segle xviii els rendiments per als inversors en plantacions eren d'un 6%; en comparació amb el 5% per a la majoria de les alternatives nacionals, això representava un avantatge de guanys del 20%. Els riscos marítims i comercials eren importants per als viatges individuals. Els inversors els mitigaren mitjançant la compra de petites accions de molts vaixells al mateix temps. D'aquesta manera van ser capaços de diversificar una gran part del risc. Entre els viatges, les accions de les naus podrien ser venudes i comprades lliurement.
De molt, les colònies de les Índies Occidentals amb més guanys financers en 1800 pertanyien al Regne Unit. Després d'entrar tard en el negoci del sucre colonial, la supremacia naval britànica i el control sobre illes clau com Jamaica, illa de Trinitat, les illes de Sotavent, Barbados i el territori de la Guaiana britànica li va donar un avantatge important respecte als seus competidors; mentre que molts britànics no hi obtenien guanys, un grapat d'individus van fer una petita fortuna. Aquest avantatge es va veure reforçat quan França va perdre la colònia més important, Saint-Domingue (a l'oest d'Hispaniola, avui Haití), després d'una revolta d'esclaus en 1791 i va recolzar les revoltes contra els seus rivals britànics en nom de la llibertat després de la Revolució Francesa de 1793. Abans de 1791 el sucre britànic havia de ser protegit per competir contra el sucre francès, més barat.
Després de 1791, les illes britàniques van produir la major part del sucre, i el poble britànic es va convertir ràpidament en el major consumidor. El sucre de les Índies Occidentals esdevingué omnipresent com a additiu del te de l'Índia. S'ha estimat que els guanys del tràfic d'esclaus i de les plantacions de les Índies Occidentals constituïen una de cada vint lliures que circulava a l'economia britànica al moment de la Revolució Industrial en l'última meitat del segle xviii.

## Efectes
| Any                     | 1750 | 1800 | 1850  | 1900  | 1950  | 1999  |
| ----------------------- | ---- | ---- | ----- | ----- | ----- | ----- |
| Món                     | 791  | 978  | 1,262 | 1,650 | 2,521 | 5,978 |
| Àfrica                  | 106  | 107  | 111   | 133   | 221   | 767   |
| Àsia                    | 502  | 635  | 809   | 947   | 1,402 | 3,634 |
| Europa                  | 163  | 203  | 276   | 408   | 547   | 729   |
| Amèrica del Sud i Carib | 16   | 24   | 38    | 74    | 167   | 511   |
| Amèrica del Nord        | 2    | 7    | 26    | 82    | 172   | 307   |
| Oceania                 | 2    | 2    | 2     | 6     | 13    | 30    |

| Any                     | 1750 | 1800 | 1850 | 1900 | 1950 | 1999 |
| ----------------------- | ---- | ---- | ---- | ---- | ---- | ---- |
| Món                     | 100  | 100  | 100  | 100  | 100  | 100  |
| Àfrica                  | 13.4 | 10.9 | 8.8  | 8.1  | 8.8  | 12.8 |
| Àsia                    | 63.5 | 64.9 | 64.1 | 57.4 | 55.6 | 60.8 |
| Europa                  | 20.6 | 20.8 | 21.9 | 24.7 | 21.7 | 12.2 |
| Amèrica del Sud i Carib | 2.0  | 2.5  | 3.0  | 4.5  | 6.6  | 8.5  |
| Amèrica del Nord        | 0.3  | 0.7  | 2.1  | 5.0  | 6.8  | 5.1  |
| Oceania                 | 0.3  | 0.2  | 0.2  | 0.4  | 0.5  | 0.5  |

L'historiador Walter Rodney ha argumentat que en l'inici del tràfic d'esclaus al segle xvi, tot i que hi havia una bretxa tecnològica entre Europa i Àfrica, no era gaire important. Tots dos continents estaven usant la tecnologia de l'Edat de Ferro. El principal avantatge que tenia Europa era en la construcció de vaixells. Durant el període de l'esclavitud, les poblacions d'Europa i les Amèriques van créixer de manera exponencial, mentre que la població d'Àfrica es va mantenir estancada. Rodney va sostenir que els beneficis de l'esclavitud es van utilitzar per finançar el creixement econòmic i el progrés tecnològic a Europa i Amèrica. Sobre la base de les teories anteriors d'Eric Williams, va afirmar que la revolució industrial va ser finançada almenys en part pels beneficis agrícoles de les Amèriques. Va citar exemples com la invenció de la màquina de vapor per James Watt, que va ser finançada pels propietaris de plantacions del Carib.
Altres historiadors han atacat tant la metodologia com la precisió de Rodney. Joseph C. Miller ha argumentat que el canvi social i l'estancament demogràfic (que va investigar en l'exemple d'Àfrica Central Occidental) foren causats principalment per factors interns. Joseph Inikori va proporcionar una nova línia d'argumentació amb l'estimació de casos hipotètics d'evolució demogràfica si no hagués existit el comerç atlàntic d'esclaus. Patrick Manning ha demostrat que el comerç d'esclaus va tenir un profund impacte en la demografia africana i les institucions socials, però va criticar l'enfocament d'Inikori per no tenir en compte altres factors (com la fam i la sequera), i per ser altament especulativa.

### Efecte sobre l'economia de l'Àfrica occidental

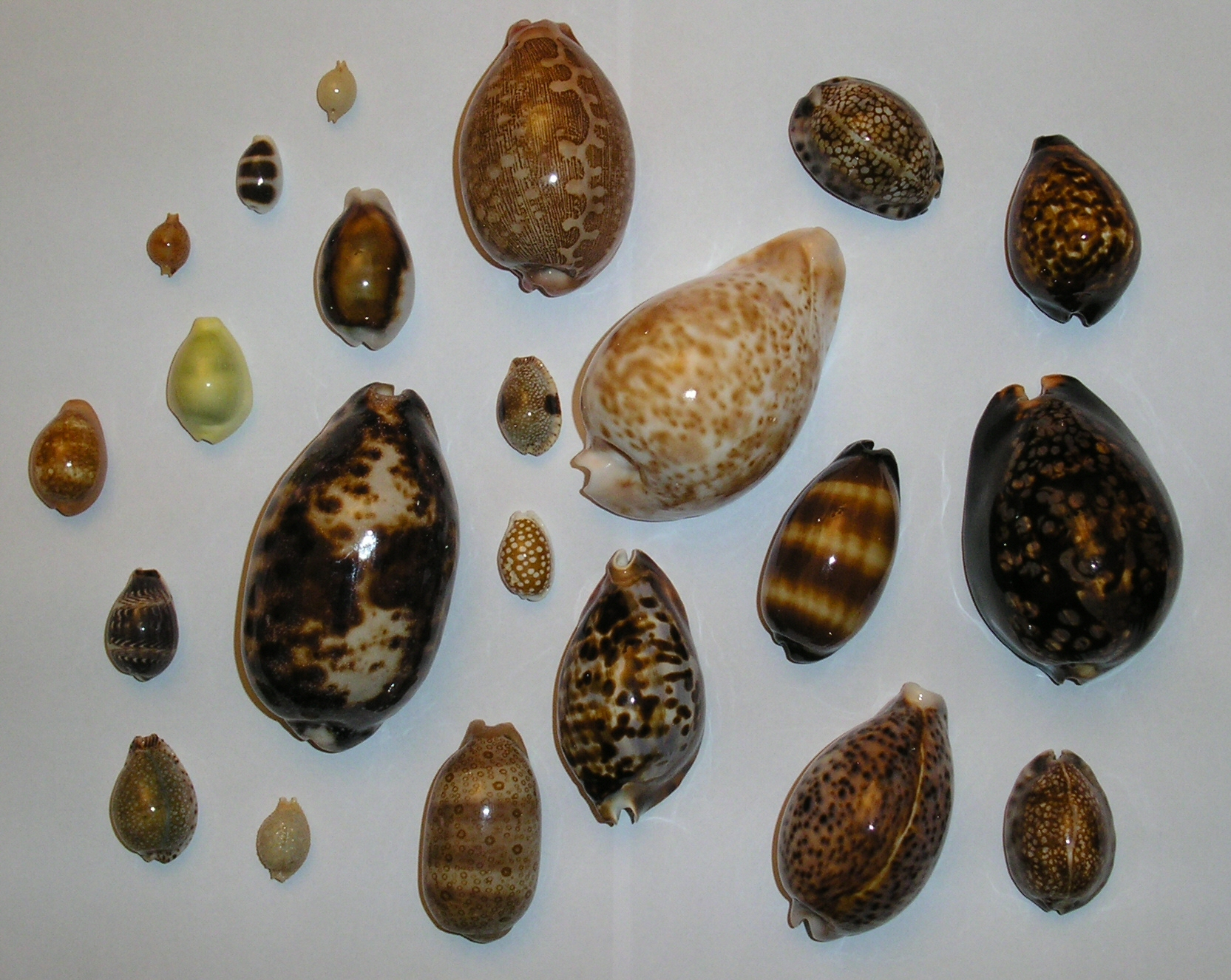
Cloïsses de cypraea usades com a moneda en el comerç d'esclaus

Cap expert discuteix el dany causat als esclavitzats, però l'efecte del comerç sobre les societats africanes és molt debatut a causa de l'afluència de mercaderies als africans. Els defensors del tràfic d'esclaus, com Archibald Dalzel, va argumentar que les societats africanes eren fortes i poc afectades pel comerç. Al segle xix els abolicionistes europeus, el més prominent David Livingstone, tenien la visió contrària, argumentant que l'economia i les fràgils societats locals eren severament perjudicats pel comerç.
Com que els efectes negatius de l'esclavitud a les economies d'Àfrica ha estat ben documentat, calculant la disminució significativa de la població, alguns líders africans hi van veure un benefici econòmic per comerciar les seves matèries naturals amb els comerciants europeus d'esclaus. Amb l'excepció de l'Angola controlada pels portuguesos, els líders africans costaners "generalment controlaven l'accés a les seves costes, i van ser capaços de prevenir l'esclavitud directa dels seus subjectes i ciutadans." Per tant, com sosté l'estudiós africà John Thornton, els líders africans que van permetre la continuació del tràfic d'esclaus van obtenir beneficis econòmics derivats de la venda dels seus subjectes als europeus. El Regne de Benín, per exemple, va participar voluntàriament en el comerç d'esclaus africans de 1715 a 1735, sorprenent als comerciants holandesos, que no esperaven comprar esclaus a Benín. El benefici derivat de comerciar esclaus per productes europeus va ser suficient per fer que el Regne de Benín es reunís amb el comerç transatlàntic d'esclaus després de segles de no participar-hi. Tals beneficis inclouen la tecnologia militar (específicament armes de foc i pólvora), or, o simplement mantenir relacions amistoses amb les nacions europees. El tràfic d'esclaus era, per tant, un mitjà per obtenir avantatges econòmics per a algunes elits africanes. L'historiador Walter Rodney estima que pel 1770 el rei de Dahomey va anar guanyant unes 250.000 lliures a l'any amb la venda dels soldats africans captius i altres esclaus als comerciants d'esclaus europeus.
Tant Thornton com Fage sostenen que mentre l'elit política africana en última instància, podia haver-se beneficiat del tràfic d'esclaus, la seva decisió de participar-hi podia haver estat influenciada més pel que podrien perdre per no participar-hi. En l'article de Fage "Slavery and the Slave Trade in the Context of West African History," assenyala que "... hi havia realment pocs mitjans efectius de mobilització de mà d'obra per a les necessitats econòmiques i polítiques de l'estat" sense el comerç d'esclaus.

### Efectes sobre l'economia britànica

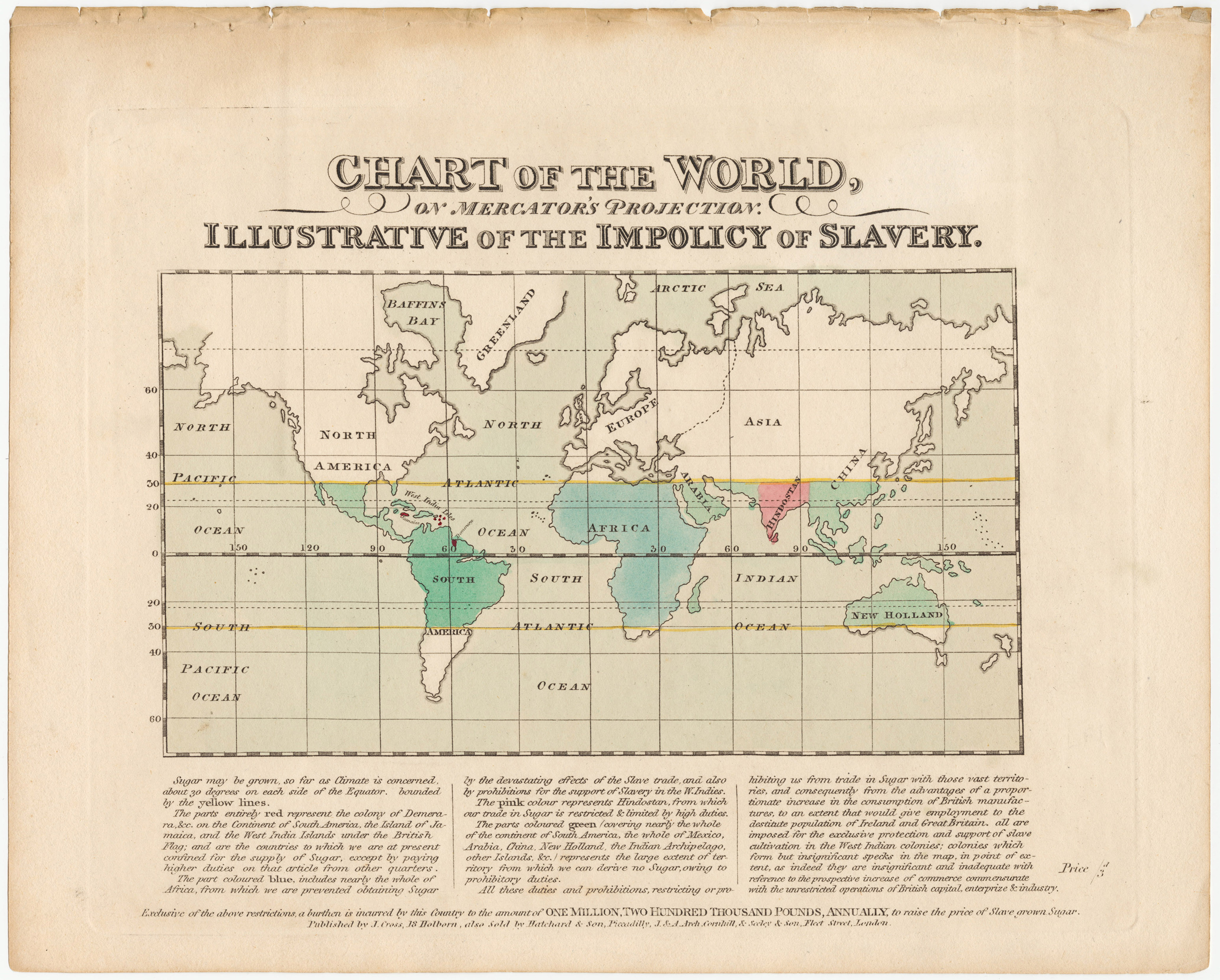
Aquest mapa sosté que les prohibicions i els elevats drets d'importació del sucre van anar inflant artificialment els preus i la inhibició de la manufactura a Anglaterra. 1823

En 1844 l'historiador Eric Williams va argumentar que els guanys que la Gran Bretanya va rebre de les seves colònies sucreres o del tràfic d'esclaus entre Àfrica i el Carib va ser un factor important en el finançament de la revolució industrial a la Gran Bretanya. No obstant això, diu que en el moment de la seva abolició el 1833 havia perdut la seva rendibilitat i que estava en l'interès econòmic de Gran Bretanya prohibir-lo.
Altres investigadors i historiadors s'han oposat fermament a la que es coneix com la "tesi Williams" al món acadèmic. David Richardson ha arribat a la conclusió que els beneficis del tràfic d'esclaus van ascendir a menys de l'1% de la inversió nacional a Gran Bretanya. L'historiador econòmic Stanley Engerman considera que, fins i tot sense restar els costos associats del tràfic d'esclaus (per exemple, despeses d'enviament, la mortalitat d'esclaus, la mortalitat dels britànics a l'Àfrica, les despeses de defensa) o la reinversió dels beneficis en el comerç d'esclaus, els beneficis totals del tràfic d'esclaus i de les plantacions de les índies Occidentals van ascendir a menys del 5% de l'economia britànica durant qualsevol any de la Revolució Industrial. La xifra del 5% d'Engerman dona tant com sigui possible en termes del benefici del dubte a l'argument de Williams, no sols perquè no té en compte els costos associats de la tracta d'esclaus a Gran Bretanya, sinó també perquè comporta el supòsit de plena ocupació de l'economia i manté el valor brut dels beneficis del comerç d'esclaus com una contribució directa a la renda nacional de la Gran Bretanya. L'historiador Richard Pares, en un article escrit abans del llibre de Williams, descarta la influència de la riquesa generada a les plantacions de les Índies Occidentals sobre el finançament de la revolució industrial, el que indica que qualsevol flux substancial d'inversió dels beneficis de les Índies Occidentals en la indústria es va produir després de l'emancipació i no abans.
Seymour Drescher i Robert Anstey sostenen que la tracta d'esclaus va seguir sent rendible fins al final, i que la reforma moral, no l'incentiu econòmic, va ser el principal responsable de l'abolició. Afirmen que l'esclavitud seguia sent rendible en la dècada de 1830 a causa de les innovacions en l'agricultura.
Karl Marx en la seva influent història econòmica del capitalisme Das Kapital va escriure que "... la conversió d'Àfrica en un cau per a la caça comercial de pells negres assenyala les albors de l'era de producció capitalista." Va sostenir que la tracta d'esclaus era part del que ell anomenava l'"acumulació primitiva" del capital, l'acumulació "no capitalista" de la riquesa que va precedir i va crear les condicions financeres per a la industrialització de la Gran Bretanya.

### Demografia

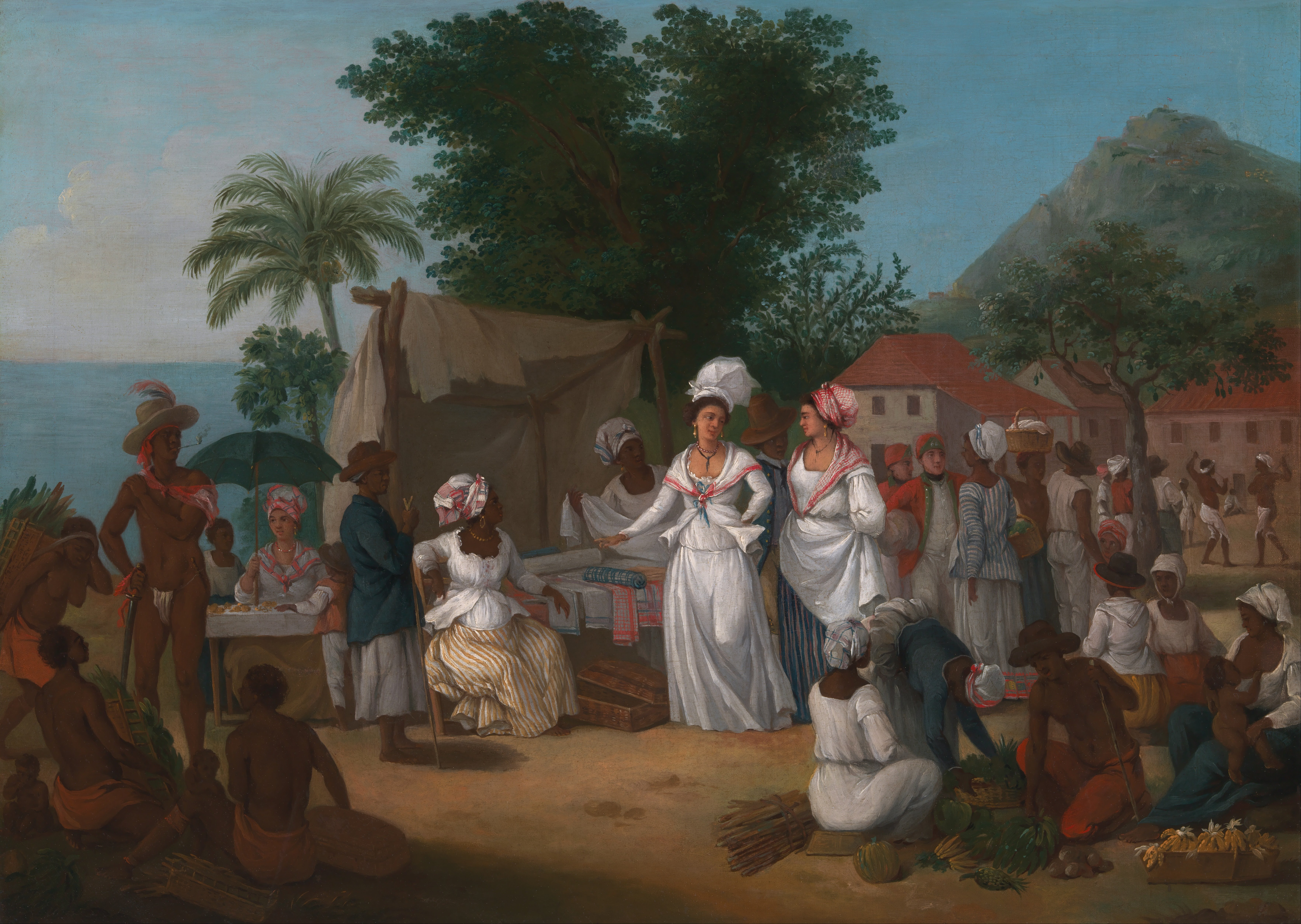
Un mercat de lli amb esclaus africans. Índies Occidentals, al voltant de l'any 1780

Els efectes demogràfics de la tracta d'esclaus és un tema controvertit i molt debatut.
Walter Rodney van argumentar que l'exportació de tanta gent havia estat un desastre demogràfic i havien deixat l'Àfrica en desavantatge en comparació amb altres parts del món, i explica en gran manera la contínua pobresa del continent. Ha presentat xifres que mostren que la població d'Àfrica es va estancar durant aquest període, mentre que la d'Europa i Àsia van créixer. D'acord amb Rodney, totes les altres àrees de l'economia es van veure afectades per la tracta d'esclaus quan millors comerciants van abandonar les indústries tradicionals per fer-se esclavistes, i els nivells més baixos de la població es van veure afectades per la mateixa esclavitud.
D'altres han desafiat aquest punt de vista. J. D. Fage va comparar el nombre efectiu sobre el continent en el seu conjunt. David Eltis ha comparat els nombres amb la taxa d'emigració d'Europa durant aquest període. Només en el segle xix més de cinquanta milions de persones van abandonar Europa cap a les Amèriques, una taxa molt més alta que mai van ser presa d'Àfrica.
Altres estudiosos acusen Rodney de caracteritzar erròniament el comerç entre africans i europeus. Argumenten que els africans, o més exactament les elits africanes, permeteren deliberadament als comerciants europeus unir-se en un gairebé gran comerç d'esclaus i no els van posa cap impediment.
Com argumenta Joseph E. Inikori la història de la regió mostra que els efectes eren encara forçat perjudicials. Sosté que el model econòmic d'Àfrica en el període va ser molt diferent de l'europeu, i no podia sostenir aquestes pèrdues de població. Les reduccions de població també van donar lloc a problemes generalitzats en certes àrees. Inikori també assenyala que després de la supressió del tràfic d'esclaus la població d'Àfrica gairebé immediatament va començar a augmentar ràpidament, fins i tot abans de la introducció dels medicaments moderns.

### Llegat de racisme

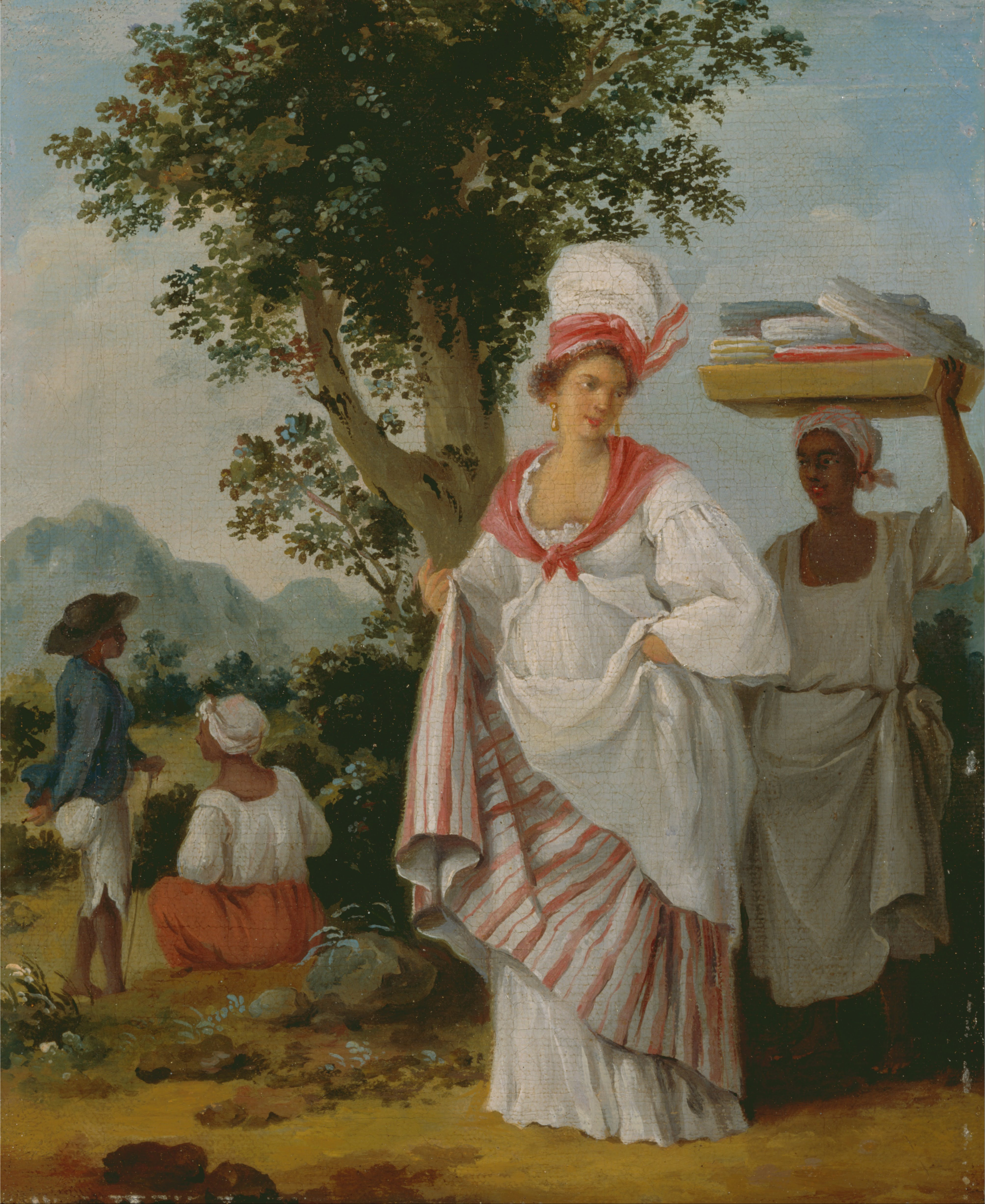
Dona criolla de les Índies Occidentals, amb la seva serventa negra, vora 1780

Walter Rodney declara: "El paper de l'esclavitud en la promoció de la ideologia i el prejudici racista en certes situacions s'ha estudiat acuradament, especialment als Estats Units. El simple fet és que ningú no pot esclavitzar un altre durant quatre segles sense sortir-ne amb un noció de superioritat, i quan el color i altres característiques físiques d'aquests pobles són bastant diferents era inevitable que el perjudici prengués una forma racista."
Eric Williams declara que, "Un gir racial [es va donar] al que és bàsicament un fenomen econòmic. L'esclavitud no va néixer del racisme: més aviat, el racisme va ser la conseqüència de l'esclavitud."

## La fi del comerç atlàntic d'esclaus

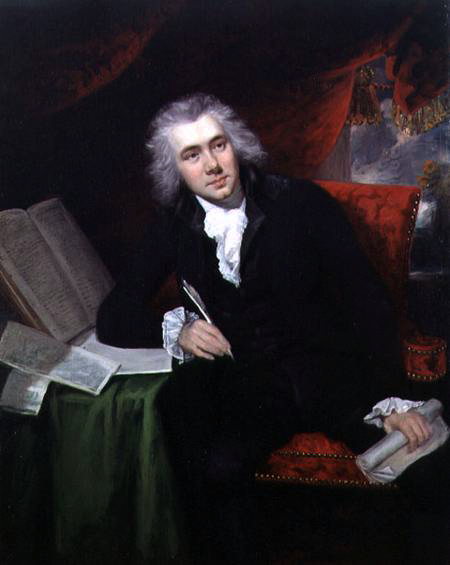
William Wilberforce (1759-1833), polític i filantrop líder del moviment per abolir el comerç d'esclaus.

A Gran Bretanya, Estats Units, Portugal i parts d'Europa s'havia desenvolupat l'oposició contra del tràfic d'esclaus. Davis diu que els abolicionistes van assumir "que la fi de les importacions d'esclaus portaria automàticament a la millora i l'abolició gradual de l'esclavitud". L'oposició a la tracta va ser dirigida per la Societat Religiosa d'Amics (Quàquers) i establiments evangèlics com el de William Wilberforce. Molts s'uniren al moviment i no sols va començar a protestar contra el comerç, però també s'enfrontà a l'oposició pels propietaris de les possessions colonials. Després de la decisió de Lord Mansfield en 1772, els esclaus foren alliberats totalment a les Illes Britàniques. Sota el lideratge de Thomas Jefferson, el nou estat de Virgínia en 1778 es va convertir en el primer estat i una de les primeres jurisdiccions d'arreu en aturar la importació d'esclaus per a la venda; es va fer un crim per als comerciants per portar esclaus de fora de l'estat o de l'estranger per a la venda; es va considerar crim que els comerciants portessin als esclaus a altres estats per vendre'ls; als emigrants d'altres esclaus se'ls permetia portar els seus propis esclaus. La nova llei va alliberar tots els esclaus comprats il·legalment després de la seva aprovació i va imposar fortes multes als infractors. Dinamarca, que havia estat activa en el comerç d'esclaus, va ser el primer país a prohibir el comerç a través de la legislació en 1792, que va entrar en vigor el 1803. La Gran Bretanya va prohibir el tràfic d'esclaus en 1807, imposant duríssimes multes per cada esclau trobat a bord de qualsevol vaixell britànic. La Royal Navy es va moure a aturar d'altres nacions a continuar el tràfic d'esclaus, va equiparar traficar amb esclaus amb la pirateria i la castigava amb la mort. El Congrés dels Estats Units el 1794 va aprovar la Llei de tràfic d'esclaus, que prohibia la construcció o equipament dels vaixells als Estats Units per al seu ús en el comerç d'esclaus. En 1807 el Congrés va prohibir la importació d'esclaus, en vigor l'1 de gener de 1808, la data més primerenca permesa per la Constitució dels Estats Units per a una prohibició d'aquest tipus.
El diumenge 28 d'octubre de 1787, William Wilberforce va escriure al seu diari: "Déu Totpoderós ha posat davant meu dos grans objectius, la repressió del tràfic d'esclaus i la reforma de la societat." Durant la resta de la seva vida, William Wilberforce es va dedicar com a membre del Parlament britànic a oposar-se a la tracta d'esclaus i treballar per l'abolició de l'esclavitud a tot l'Imperi Britànic. El 22 de febrer de 1807, vint anys després de començar la seva croada, i enmig de la guerra de la Gran Bretanya amb França, Wilberforce i el seu equip de col·laboradors van ser recompensats amb la victòria. Per 283 vots a favor i 16 en contra, es va aprovar la moció per abolir el comerç atlàntic d'esclaus a la Cambra dels Comuns. Els Estats Units legislaren per abolir la tracta d'esclaus en el mateix any, però no el seu comerç interior d'esclaus que es va convertir en el caràcter dominant en l'esclavitud americana fins a la dècada de 1860. En 1805 l'Ordre en Consell Britànic havia restringit la importació d'esclaus a les colònies que havien estat capturats de França i dels Països Baixos. Gran Bretanya va continuar pressionant les altres nacions per eliminar el seu comerç; en 1810 es va signar un tractat anglo-portuguès pel qual Portugal acordava limitar el comerç en les seves colònies; en 1813 se signà un tractat anglo-suec mitjançant el qual Suècia va prohibir la tracta d'esclaus; pel Tractat de París de 1814 França acordar amb la Gran Bretanya que el comerç és "incompatible amb els principis de la justícia natural" i va acordar abolir la tracta d'esclaus en cinc anys; pel tractat anglo-neerlandès de 1814 els holandesos declararen il·legal el seu comerç d'esclaus.

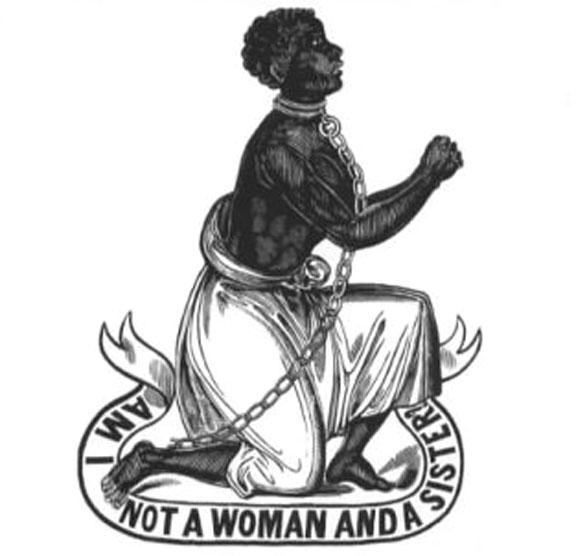
«No sóc una dona i una germana?»
Un medalló antiesclavista de final del

Amb la pau a Europa des de 1815 i la supremacia britànica assegurada en el mar, el Royal Navy va girar la seva atenció al canvi i va establir l'Esquadró Àfrica Occidental en 1808, conegut com l'"esquadró preventiu", que funcionà durant els propers 50 anys contra els traficants d'esclaus. Per la dècada de 1850, al voltant de 25 vaixells i 2.000 oficials i soldats hi eren enquadrats, amb el suport d'alguns vaixells petits de la Marina dels Estats Units, i gairebé 1.000 "Kroomen", pescadors experimentats reclutats com a mariners de la costa de l'actual Libèria. El servei de l'Esquadró d'Àfrica Occidental era una tasca ingrata i aclaparadora, plena de riscos i que representava una amenaça constant per a la salut de les tripulacions involucrades. Exposats pantans pestilents i trobades violentes, la taxa de mortalitat va ser de 55 per cada 1.000 homes, en comparació amb 10 per a les flotes a la Mediterrània o en aigües nacionals. Entre 1807 i 1860, l'Esquadró de la Royal Navy va confiscar aproximadament 1.600 vaixells implicats en el comerç d'esclaus africans i n'alliberaren uns 150.000 de les seves bodegues. Diversos centenars d'esclaus a l'any van ser transportats per la Navy a la colònia britànica de Sierra Leone, on van servir com a "aprenents" en l'economia colonial fins a la Llei d'abolició de l'esclavitud de 1833. Es van prendre mesures contra els líders africans que es van negar a acceptar els tractats britànics per prohibir el comerç, per exemple, contra "el rei usurpador de Lagos", deposat en 1851. Es van signar tractats anti-esclavistes amb més de 50 governants africans.

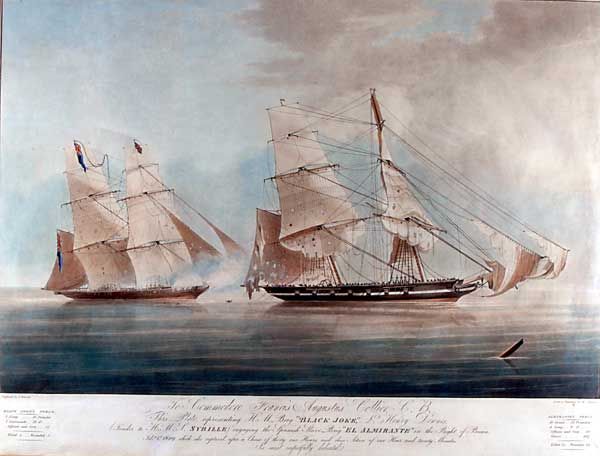
Captura del vaixell d'esclaus El Almirante per la Royal Navy en 1800. El Black Joke alliberà 466 esclaus.

L'últim vaixell d'esclaus registrat en sòl estatunidenc va ser el Clotilde, que en 1859 va portar de contraban un nombre d'africans a la ciutat de Mobile (Alabama). Els africans a bord van ser venuts com a esclaus. No obstant això, l'esclavitud als EUA va ser suprimida cinc anys després, després del final de la Guerra Civil Americana en 1865. L'últim supervivent de la travessia era Cudjoe Lewis, qui va morir en 1935.
L'últim país a prohibir el comerç d'esclaus a l'Atlàntic va ser Brasil en 1831. Tanmateix un actiu comerç il·legal va continuar enviant un gran nombre d'esclaus al Brasil i també a Cuba fins a la dècada de 1860, quan els britànics finalment van acabar el comerç a l'Atlàntic amb força i major diplomàcia. El 1870 Portugal va posar fi a l'última ruta de comerç amb les Amèriques, on Brasil va ser l'últim país a importar esclaus. Al Brasil, però la pròpia esclavitud no va acabar fins a 1888, va ser l'últim país a les Amèriques per posar fi a la servitud involuntària.
L'historiador Walter Rodney sosté que es va produir una disminució de la rendibilitat en les operacions triangulars que van fer possible que certs sentiments humans bàsics estiguessin en el nivell de presa de decisions en una sèrie de països europeus, Gran Bretanya el més crucial, ja que era el portador més gran de captius africans a través de l'Atlàntic. Rodney afirma que els canvis en la productivitat, la tecnologia i els patrons de canvi a Europa i les Amèriques conformaren la decisió dels britànics en 1807 de posar fi a la seva participació en la tracta. En 1809 el president James Madison va prohibir la tracta d'esclaus als Estats Units.
No obstant això Michael Hardt i Antonio Negri argumenten que no és ni una qüestió estrictament d'economia o de moral. En primer lloc, perquè l'esclavitud era (en la pràctica) encara beneficiosa per al capitalisme, que no sols oferia afluència de capital, sinó també disciplinava els treballadors en dificultats (una forma d'"aprenentatge" per a la planta industrial capitalista). L'argument més "recent" d'un "canvi moral" (la base de les línies anteriors d'aquest article) és descrit per Hardt i Negri com un aparell "ideològic" per tal d'eliminar el sentiment de culpa en la societat occidental. Tot i que els arguments morals van exercir un paper secundari, generalment tenia ressonància important quan s'utilitzaven com una estratègia per soscavar la beneficència dels competidors. Aquest argument sosté que la història eurocèntrica ha estat cega a l'element més important en aquesta lluita per l'emancipació, precisament, la revolta constant i l'antagonisme de les revoltes d'esclaus. La més important dels quals és la revolució haitiana. El xoc d'aquesta revolució en 1804 certament introdueix un argument polític essencial en la fi del comerç d'esclaus, que passarà només tres anys més tard.

## Llegat

### Diàspora africana

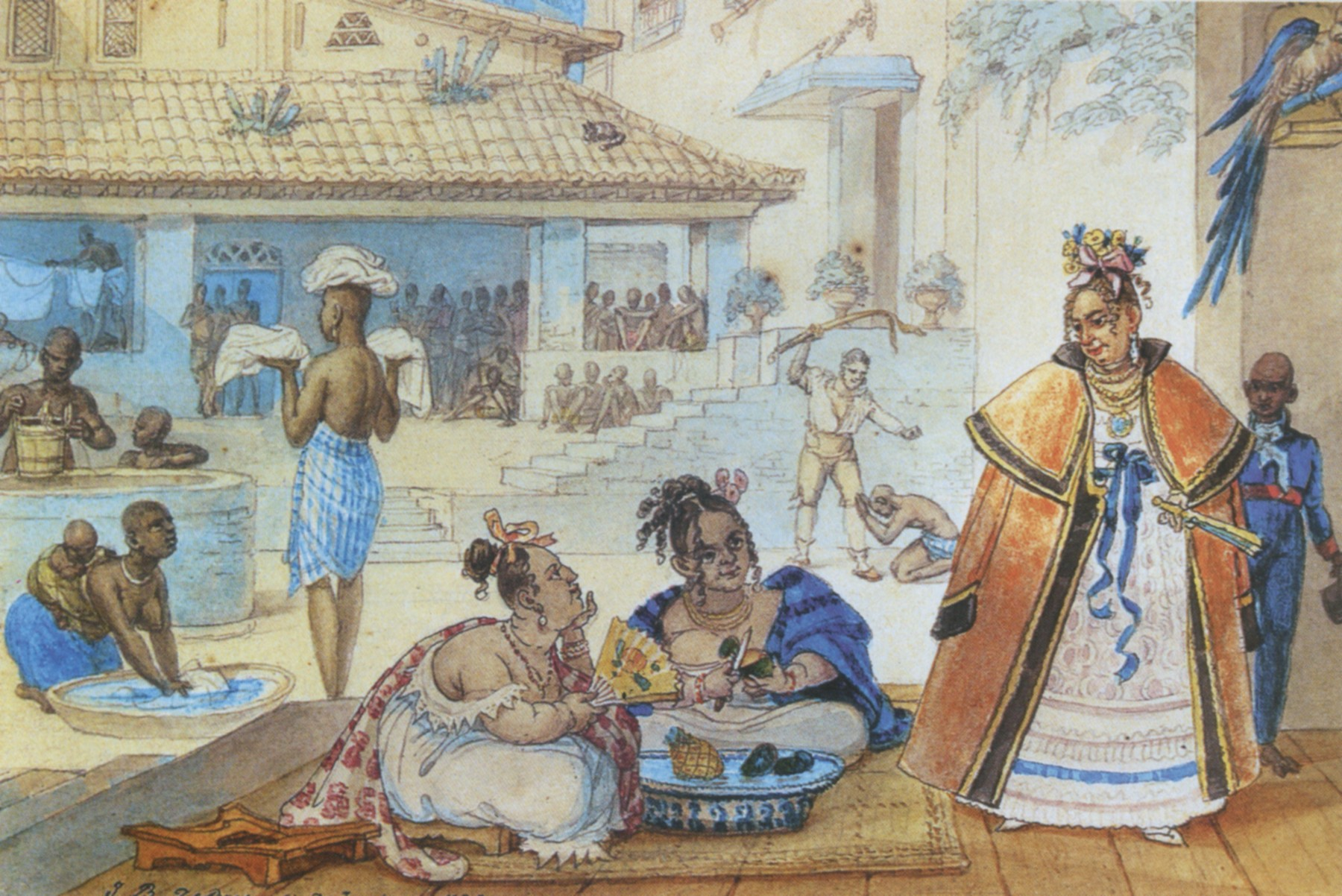
Casa d'esclaus a Brasil c. 1820, per Jean-Baptiste Debret

La diàspora africana que va ser creada a través de l'esclavitud ha estat un complex entreteixit com a part de la història i la cultura estatunidenca. Als Estats Units, l'èxit del llibre d'Alex Haley Roots: The Saga of an American Family, publicat en 1976, i la consegüent adaptació com a minisèrie de televisió Roots, emesa per la cadena ABC en gener de 1977, va provocar un augment de l'interès i l'apreciació de l'herència africana entre la comunitat afroamericana. La seva influència va portar a molts afroamericans començar a investigar les seves històries familiars i fer visites a l'Àfrica Occidental. Al seu torn, la indústria del turisme va créixer per subministrar-les. Un exemple notable d'això és el Roots Homecoming Festival que es realitza anualment a Gàmbia, en el qual es duen a terme rituals a través dels quals els afroamericans poden simbòlicament "tornar a casa" a l'Àfrica. Tanmateix s'han desenvolupat problemes de disputes entre els afroamericans i les autoritats africanes sobre la forma de mostrar els llocs històrics que van estar involucrats en el comerç atlàntic d'esclaus, amb veus prominents criticant aquests últims per no exposar aquests llocs amb sensibilitat sinó de tractant-los com una empresa comercial.

### "Retorn a Àfrica"
En 1816 un grup d'euroamericans benestants, alguns dels quals eren abolicionistes i altres que eren segregacionistes racials, fundaren l'American Colonization Society amb el desig exprés de retornar els afroamericans que es trobaven als Estats Units a l'Àfrica Occidental. En 1820, van enviar el seu primer vaixell a Libèria, i dins d'una dècada havia estat al voltant de dos mil afroamericans els es van instal·lar al país de l'Àfrica occidental. Tal re-assentament va continuar durant tot el segle xix, arran del creixent empitjorament de les relacions racials en els estats del Sud dels Estats Units després de la Reconstrucció el 1877.

### Moviment rastafari
El moviment rastafari, que es va originar a Jamaica, on el 98% de la població són descendents de les víctimes del comerç atlàntic d'esclaus, ha fet un gran esforç per donar a conèixer l'esclavitud, i per assegurar que no s'oblida, especialment a través de la música reggae.

### Disculpes

#### Societats civils
En 1998 la UNESCO va designar el 23 d'agost com a Dia Internacional per al Record del Comerç d'Esclaus i de la seva Abolició. Des de llavors s'han produït una sèrie d'esdeveniments reconeixent els efectes de l'esclavitud.
El 9 desembre 1999 l'ajuntament de Liverpool va aprovar una moció formal disculpant-se per la partipació de la ciutat en el comerç d'esclaus. Es va acordar per unanimitat que Liverpool reconegués la seva responsabilitat per la seva participació en tres segles de la tracta d'esclaus. L'Ajuntament ha fet una disculpa sense reserves a la participació del Liverpool i l'efecte continu de l'esclavitud a les comunitats negres del Liverpool.

#### Benin
En 1999 el president Mathieu Kerekou de Benín (antigament regne de Dahomey) va emetre una disculpa nacional per al paper jugat africans en el comerç atlàntic d'esclaus. Luc Gnacadja, ministre de medi ambient i habitatge de Benín, més tard va dir: "La tracta d'esclaus és una vergonya, i ens en penedim." Els investigadors estimen que 3 milions d'esclaus van ser exportats fora de la Costa dels esclaus vorejant el golf de Benín.

#### Ghana
El president Jerry Rawlings de Ghana també es va disculpar per la participació del seu país en el comerç d'esclaus.

#### Conferència mundial contra el racisme
En la Conferència Mundial contra el Racisme de 2001 a Durban, Sud-àfrica, les nacions africanes va exigir una disculpa clara per l'esclavitud dels antics països comerciants d'esclaus. Algunes nacions estaven a punt per expressar una disculpa, però l'oposició, principalment del Regne Unit, Portugal, Espanya, el Països Baixos i els Estats Units en bloquejaren els intents. La por a la demanda d'una compensació monetària podria haver estat una de les raons de l'oposició. A partir de 2009, s'estan realitzant esforços per crear un Memorial de l'Esclavitud de l'ONU com un record permanent de les víctimes del comerç atlàntic d'esclaus.

#### França
El 30 de gener de 2006 Jacques Chirac (llavors president francès) va dir que el 10 de maig seria el Dia Nacional de la Memòria per les víctimes de l'esclavitud a França, que marca el dia de 2001 quan França va aprovar el reconeixent legal de l'esclavitud com a crim contra la humanitat.

#### Regne Unit
El 27 de novembre de 2006 el primer ministre britànic Tony Blair va fer una disculpa parcial pel paper de Gran Bretanya en el comerç d'esclaus africans. No obstant això activistes de drets africans ho van denunciar com a "retòrica buida" que no abordava la qüestió adequadament. Senten que la seva disculpa aturava qualsevol tímida rèplica legal. Blair demanà novament disculpes el 14 de març de 2007.

#### Estats Units d'Amèrica
El 24 de febrer de 2007 l'Assemblea General de Virgínia aprovà la House Joint Resolution Number 728 reconeixent "amb profund pesar la servitud involuntària dels africans i l'explotació dels nadius americans, i crida a la reconciliació entre tots els virginians." Amb l'aprovació d'aquesta resolució, Virgínia es va convertir en el primer dels 50 Estats Units de reconèixer mitjançant l'òrgan de govern de l'estat la participació del seu estat en l'esclavitud. L'aprovació d'aquesta resolució es va produir immediatament després de la celebració del 400è aniversari de la ciutat de Jamestown (Virgínia), que va ser la primera colònia anglesa permanent que va tenir continuïtat en el que seria els Estats Units. Jamestown també és reconeguda com un dels primers ports d'esclaus de les colònies americanes. El 31 de maig de 2007 el governador d'Alabama Bob Riley va signar una resolució on expressa el seu "profund pesar" pel paper d'Alabama en l'esclavitud i demanant disculpes pels errors de l'esclavitud i els seus efectes persistents. Alabama és el quart estat a aprovar una disculpa per l'esclavitud, després de les votacions dels legislatius de Maryland, Virgínia, i Carolina del Nord.
El 30 de juliol de 2008 la Cambra de Representants dels Estats Units va aprovar una resolució demanant disculpes per l'esclavitud americana i les lleis discriminatòries posteriors. El llenguatge inclou una referència a la "injustícia, crueltat, brutalitat i inhumanitat fonamentals de l'esclavitud i la segregació Jim Crow". El 18 de juny de 2009 el Senat dels Estats Units va emetre un comunicat de disculpa denunciant la "injustícia, crueltat, brutalitat i inhumanitat fonamentals de l'esclavitud". La notícia va ser ben rebuda pel president. Barack Obama.

#### Uganda
En 1998 el president Yoweri Museveni d'Uganda va fer una crida als caps de tribu a demanar disculpes per la seva participació en el tràfic d'esclaus: "els caps africans van ser els que lliuraren guerres entre si i van capturar i vendre el seu propi poble. Si algú ha de demanar disculpes han de ser els caps africans. Encara hi tenim aquests traïdors actualment."

#### Nigèria
El 2009 el Congrés dels Drets Civils de Nigèria va escriure una carta oberta a tots els caps africans que van participar en el comerç demanant que es disculpin pel seu paper en el comerç atlàntic d'esclaus: "No podem continuar culpar els homes blancs, com a africans, en particular els governants tradicionals, no estan lliures de culpa. A vista del fet que els estatunidencs i europeus han acceptat la crueltat de les seves funcions i s'han disculpat força, seria lògic, raonable i humiliant si africana governants tradicionals ... [pofrn] acceptar la culpa i formalment demanar disculpes als descendents de les víctimes per la seva col·laboració en el comerç d'esclaus."